# درامای ویژه کی‌بی‌اس
درامای ویژه کی‌بی‌اس (کره‌ای: KBS 드라마 스페셜; لاتین‌نویسی اصلاح‌شده: KBS Deurama Seupesyeol) یک برنامه هفتگی درشبکه کی‌بی‌اس۲ است که نمایش درام‌های کوتاه (معمولاً قسمت‌های منفرد) را در خود دارد و هر قسمت دارای داستان، بازیگران، کارگردان و نویسنده متفاوت است. این قالب بر اساس مدل قبلی خود شهر درام و بهترین تئاتر ام‌بی‌سی ساخته شده است.
سریال شهر درام کی‌بی‌اس، پس از ۱۴ سال حضور در کره در سال ۲۰۰۸ کار خود را به پایان رساند. از آن زمان به بعد درام‌های اقتباسی از کتاب‌های طنز یا رمان‌های آنلاین در مسیر اصلی جریان یافتند و فضای کمتری برای بازگشت دوباره درام‌های کوتاه باقی گذاشتند. با این حال، در تاریخ ۱۵ مه ۲۰۱۰ یک سریال تک قسمتی ساخته شد که با اولین قسمت از سریال ۲۴ قسمتی درامای ویژه کی‌بی‌اس با عنوان آبنبات قرمز توسط نو هی کیونگ فیلم نامه‌نویس باسابقه بازگشت.

## بررسی اجمالی مجموعه
| فصل                          | فصل                          | دوره پخش                                  | زمان پخش                                                 | قسمت |
| ---------------------------- | ---------------------------- | ----------------------------------------- | -------------------------------------------------------- | ---- |
| -                            | -                            | ۹ مارس - ۱۸ مه ۱۹۹۷                       | یکشنبه شب از ساعت ۲۲:۰۰ تا ۲۳:۰۵ (کی‌اس‌تی)                | ۱۴   |
| -                            | -                            | ۲۵ مه - ۸ ژوئن ۱۹۹۷                       | یکشنبه شب از ساعت ۲۱:۰۰ تا ۲۲:۰۰ (کی‌اس‌تی)                | ۱۴   |
|                              |                              |                                           |                                                          |      |
|                              | ۱                            | ۱۵ مه - ۲۷ نوامبر ۲۰۱۰                    | شنبه شب از ساعت ۲۳:۱۵ تا ۰۰:۲۵ (کی‌اس‌تی)                  | ۲۴   |
|                              | ۲                            | ۵ ژوئن - ۱۷ ژوئیه ۲۰۱۱                    | یکشنبه شب از ساعت ۲۳:۱۵ تا ۰۰:۲۵ (کی‌اس‌تی)                | ۲۳   |
| ۲۴ ژوئیه - ۶ نوامبر ۲۰۱۱     | ۲                            | یکشنبه شب از ساعت ۲۳:۲۵ تا ۰۰:۴۰ (کی‌اس‌تی) |                                                          | ۲۳   |
| ۱۳–۲۷ نوامبر ۲۰۱۱            | ۲                            | یکشنبه شب از ساعت ۲۳:۳۰ تا ۰۰:۴۰ (کی‌اس‌تی) |                                                          | ۲۳   |
|                              | ۳                            | ۳ ژوئن - ۲۳ دسامبر ۲۰۱۲                   | یکشنبه شب از ساعت ۲۳:۴۵ تا ۰۰:۵۵ (کی‌اس‌تی)                | ۲۴   |
|                              | ۴                            | ۱۲ ژوئن - ۲۳ اکتبر ۲۰۱۳                   | چهارشنبه از ساعت ۲۳:۱۰ تا ۰۰:۲۰ (کی‌اس‌تی)                 | ۱۸   |
| ۱۱ نوامبر - ۸ دسامبر ۲۰۱۳    | ۴                            | یکشنبه شب از ساعت ۲۳:۵۵ تا ۰۱:۰۵ (کی‌اس‌تی) |                                                          | ۱۸   |
|                              | ۵                            | یکشنبه شب از ساعت ۲۳:۵۵ تا ۰۱:۰۵ (کی‌اس‌تی) | ۲۶ ژانویه - ۲ فوریه ۲۰۱۴                                 | ۲۷   |
| ۲۳ فوریه - ۱۳ آوریل ۲۰۱۴     | ۵                            | یکشنبه شب از ساعت ۲۳:۵۵ تا ۰۱:۰۵ (کی‌اس‌تی) |                                                          | ۲۷   |
| ۱۱ مه - ۸ ژوئن ۲۰۱۴          | ۵                            | یکشنبه شب از ساعت ۲۳:۵۵ تا ۰۱:۰۵ (کی‌اس‌تی) |                                                          | ۲۷   |
| ۱۴ سپتامبر - ۲ نوامبر ۲۰۱۴   | ۵                            | یکشنبه شب از ساعت ۰۰:۰۰ تا ۰۱:۱۰ (کی‌اس‌تی) |                                                          | ۲۷   |
| ۹ نوامبر - ۷ دسامبر ۲۰۱۴     | ۵                            | یکشنبه شب از ساعت ۰۰:۱۰ تا ۰۱:۲۰ (کی‌اس‌تی) |                                                          | ۲۷   |
|                              | ۶                            | ۱۳ مارس - ۳ آوریل ۲۰۱۵                    | جمعه شب از ساعت ۲۱:۳۰ تا ۲۳:۱۰ (کی‌اس‌تی) (دو قسمت متوالی) | ۱۵   |
| ۳۱ ژوئیه - ۲۸ اوت ۲۰۱۵       | ۶                            | جمعه شب از ساعت ۲۲:۵۰ تا ۰۰:۱۰ (کی‌اس‌تی)   |                                                          | ۱۵   |
| ۲۴ اکتبر - ۲۸ نوامبر ۲۰۱۵    | ۶                            | جمعه شب از ساعت ۲۳:۵۰ تا ۰۱:۱۰ (کی‌اس‌تی)   |                                                          | ۱۵   |
|                              | ۷                            | ۲۵ سپتامبر - ۲۷ نوامبر ۲۰۱۶               | یکشنبه شب از ساعت ۲۳:۴۰ تا ۰۰:۵۰ (کی‌اس‌تی)                | ۱۰   |
|                              | ۸                            | ۳ سپتامبر - ۵ نوامبر ۲۰۱۷                 | یکشنبه شب از ساعت ۲۲:۴۰ تا ۲۳:۵۰ (کی‌اس‌تی)                | ۱۰   |
|                              | ۹                            | ۱۴ سپتامبر - ۱۶ نوامبر ۲۰۱۸               | جمعه شب از ساعت ۲۲:۰۰ تا ۲۳:۱۰ (کی‌اس‌تی)                  | ۱۰   |
|                              | ۱۰                           | ۲۷ سپتامبر - ۲۹ نوامبر ۲۰۱۹               | جمعه شب از ساعت ۲۳:۰۰ تا ۰۰:۱۰ (کی‌اس‌تی)                  | ۱۰   |
|                              | ۱۱                           | ۷ نوامبر - دسامبر ۲۰۲۰                    | شنبه شب از ساعت ۲۲:۳۰ تا ۲۳:۵۰ (کی‌اس‌تی)                  | ۱۰   |
|                              | ۱۲                           | ۲۲ اکتبر — ۲۴ دسامبر ۲۰۲۱                 | شنبه شب از ساعت ۲۲:۳۰ تا ۲۳:۵۰ (کی‌اس‌تی)                  | ۱۰   |
|                              | ۱۳                           | ۱۶ نوامبر — ۲۸ دسامبر ۲۰۲۲                | چهارشنبه - پنجشنبه شب از ساعت ۲۱:۵۰ تا ۲۲:۵۰ (کی‌اس‌تی)    | ۱۰   |
|                              | ۱۴                           | ۱۴ اکتبر — ۱۶ دسامبر ۲۰۲۳                 | شنبه شب از ۲۱:۵۰ تا ۲۲:۵۰ (کی‌اس‌تی)                       | ۱۰   |
| تعداد کل قسمت‌ها (فصل ۱ – ۱۴) | تعداد کل قسمت‌ها (فصل ۱ – ۱۴) | تعداد کل قسمت‌ها (فصل ۱ – ۱۴)              | تعداد کل قسمت‌ها (فصل ۱ – ۱۴)                             | ۲۲۵  |

## قسمت‌ها

### فصل ۱ (۲۰۱۰)
| شم.                                                                                                | عنوان                                   | کارگردان        | نویسنده        | تاریخ پخش اصلی  | ریتینگ |
| -------------------------------------------------------------------------------------------------- | --------------------------------------- | --------------- | -------------- | --------------- | ------ |
| ۱                                                                                                  | «آبنبات قرمز»                           | هونگ سوک گیو    | نو هی کیونگ    | ۱۵ مه ۲۰۱۰      | ۵٫۰٪   |
| بازیگران: پارک شی یون، لی جه ریونگ، کیم یو جین، یوک دونگ ایل.                                      |                                         |                 |                |                 |        |
| ۲                                                                                                  | «یکی ترسناک، شبح و من»                  | کیم یونگ سو     | پارک یئون سو   | ۲۲ مه ۲۰۱۰      | ۴٫۱٪   |
| بازیگران: لی وون جونگ، پارک کی وونگ، کیم مین جی، سئو مین جی، یئون جیهو، شین چانگ جو.               |                                         |                 |                |                 |        |
| ۳                                                                                                  | «قهوه داغ»                              | لی جه سانگ      | لی سان یونگ    | ۲۹ مه ۲۰۱۰      | ۷٫۶٪   |
| بازیگران: چو یئون وو، یون هائه یونگ، مون هی کیونگ.                                                 |                                         |                 |                |                 |        |
| ۴                                                                                                  | «رابطه کمی خطرناک ما»                   | کیم هیونگ سوک   | پارک ایون یونگ | ۵ ژوئن ۲۰۱۰     | ۶٫۶٪   |
| بازیگران: لی سون کیون، هوانگ وو سئول‌های                                                            |                                         |                 |                |                 |        |
| ۵                                                                                                  | «زن همسایه»                             | هوانگ ایو کیو   | کون جی یونگ    | ۱۹ ژوئن ۲۰۱۰    | ۴٫۸٪   |
| بازیگران: سانوو سان، لی تائه سانگ، هونگ وان پیو، جونگ وو هیوک.                                     |                                         |                 |                |                 |        |
| ۶                                                                                                  | «دلیل»                                  | جونگ چانگ گیون  | پارک هیونگ جین | ۳ ژوئیه ۲۰۱۰    | ۴٫۳٪   |
| بازیگران: لی بو هی، گرینا پارک، چویی جونگ وو، کیم نا وون.                                          |                                         |                 |                |                 |        |
| ۷                                                                                                  | «گای چون بین بزرگ»                      | لی ایونگ بوک    | یون جی هی      | ۱۰ ژوئیه ۲۰۱۰   | ۴٫۸٪   |
| بازیگران: جونگ یو می، جونگ کیونگ هو، آن سئو هیون، چوی یو هوا، چوی دائه هون، جو هی بونگ، اوه نا می. |                                         |                 |                |                 |        |
| ۸                                                                                                  | «باغ گل مخفی»                           | مون جون‌ها       | ها مو سو       | ۱۷ ژوئیه ۲۰۱۰   | ۳٫۹٪   |
| بازیگران: بائک جین هی، چا مین جی، لی دونگ گیو.                                                     |                                         |                 |                |                 |        |
| ۹                                                                                                  | «بسیاری از اتفاقات افتضاح»              | نو سانگ هون     | سون هوانگ وون  | ۲۴ ژوئیه ۲۰۱۰   | ۳٫۱٪   |
| بازیگران: چویی دئوک مون، اوه یونگ، سونگ جه ریونگ، میونگ گائه نام.                                  |                                         |                 |                |                 |        |
| ۱۰                                                                                                 | «جاسوس معامله‌گر روزگار اخیر کیم چول سو» | پارک هیون سوک   | لی میونگ سوک   | ۳۱ ژوئیه ۲۰۱۰   | ۳٫۸٪   |
| بازیگران: کیوری، اوه مان سوک، سئو هیون چول، لی دائه یئون.                                          |                                         |                 |                |                 |        |
| ۱۱                                                                                                 | «فرشته مرگ با کفش پاشنه بلند بنفش»      | هونگ سوک گیو    | جو هوا می      | ۷ اوت ۲۰۱۰      | ۵٫۱٪   |
| بازیگران: جون هه بین، جانگ سانگ هوآ، جون بو رام.                                                   |                                         |                 |                |                 |        |
| ۱۲                                                                                                 | «آریدونگ آخرین گاوچران»                 | کیم یونگ سو     | پارک جین وو    | ۱۴ اوت ۲۰۱۰     | ۴٫۰٪   |
| بازیگران: یانگ تک جو، کیم جین تائه، بانگ جونگ هیون.                                                |                                         |                 |                |                 |        |
| ۱۳                                                                                                 | «آخرین فلشمن»                           | کیم جین وون     | یون جی هی      | ۲۱ اوت ۲۰۱۰     | ۴٫۲٪   |
| بازیگران: پارک یو سان، کیم جی یونگ، لی سانگ مین، لی می یونگ، نام بورا.                             |                                         |                 |                |                 |        |
| ۱۴                                                                                                 | «داستان تابستان»                        | یون سونگ شیک    | مین جونگ سو    | ۲۸ اوت ۲۰۱۰     | ۴٫۱٪   |
| بازیگران: یو ووک هوان، سون یئو ایون، بک ایون آه، کیم کوانگ کیو.                                    |                                         |                 |                |                 |        |
| ۱۵                                                                                                 | «سنگ»                                   | کیم هیونگ سوک   | بانگ جی یونگ   | ۴ سپتامبر ۲۰۱۰  | ۳٫۷٪   |
| بازیگران: جانگ هان یونگ، لی دو کیونگ، کیم هائه اوک، یئو مین جو، لی این.                            |                                         |                 |                |                 |        |
| ۱۶                                                                                                 | «من یک پروانه هستم»                     | هوانگ وای کیونگ | لی هیون جو     | ۱۱ سپتامبر ۲۰۱۰ | ۴٫۵٪   |
| بازیگران: کیم هی وان، کیم سان کیونگ، چوی ایل هوا، ریو سانگ ووک، جو سان هیونگ.                      |                                         |                 |                |                 |        |
| ۱۷                                                                                                 | «دیدار پسر با دختر»                     | کیم یونگ گیون   | پارک ایون یونگ | ۲ اکتبر ۲۰۱۰    | ۴٫۵٪   |
| بازیگران: یون هی سئوک، کیم جانگ نان، کیم هیو سئو، لی می سو، سئو شین ای.                            |                                         |                 |                |                 |        |
| ۱۸                                                                                                 | «شکستن قلب»                             | جئون چانگ گون   | هه سونگ هه     | ۹ اکتبر ۲۰۱۰    | ۴٫۲٪   |
| بازیگران: مون جونگ هی، ایم جی کیو، کیم نا وون، سئو می جا.                                          |                                         |                 |                |                 |        |
| ۱۹                                                                                                 | «بعد از اپرا»                           | نو سانگ هون     | پارک ایون یونگ | ۱۶ اکتبر ۲۰۱۰   | ۳٫۹٪   |
| بازیگران: کیم کپ سو، چوی وون یانگ، کیم بو کیونگ.                                                   |                                         |                 |                |                 |        |
| ۲۰                                                                                                 | «موفقیت تگزاس»                          | پارک هیون سوک   | هان سانگ وون   | ۲۳ اکتبر ۲۰۱۰   | ۴٫۶٪   |
| بازیگران: سون هیون جو، یو گون، کیم کوانگ هیون، جو چانگ گیون، سونگ جی این، جئون یی سئو.             |                                         |                 |                |                 |        |
| ۲۱                                                                                                 | «اسرار خانوادگی»                        | کیم جونگ مین    | هو سانگ هه     | ۳۰ اکتبر ۲۰۱۰   | ۳٫۹٪   |
| بازیگران: لی هی دو، کیم می کیونگ، یون سه آه، جئون آه مین، یون جو سانگ.                             |                                         |                 |                |                 |        |
| ۲۲                                                                                                 | «خانه پانسیون حلزون»                    | کیم جین وون     | یون جی هی      | ۶ نوامبر ۲۰۱۰   | ۴٫۰٪   |
| بازیگران: لی کیو هان، سئو جی‌های، کیم گیول.                                                         |                                         |                 |                |                 |        |
| ۲۳                                                                                                 | «فقط این را بگو!»                       | یون سونگ شیک    | لی دو یول      | ۲۰ نوامبر ۲۰۱۰  | ۴٫۲٪   |
| بازیگران: بائه سو بین، کیم گیو ری، بانگ جونگ هیون، جئون یی سئو.                                    |                                         |                 |                |                 |        |
| ۲۴                                                                                                 | «پیانیست»                               | مون جون‌ها       | پارک ایون یونگ | ۲۷ نوامبر ۲۰۱۰  | ۴٫۶٪   |
| بازیگران: چوی مین هو، هان جی هی، چوی فیلیپ، جو هی بونگ.                                            |                                         |                 |                |                 |        |

### فصل ۲ (۲۰۱۱)
| شم. | عنوان                                    | کارگردان      | نویسنده        | تاریخ پخش اصلی  | ریتینگ |
| --- | ---------------------------------------- | ------------- | -------------- | --------------- | ------ |
| ۱ | «تیم کشتی زنان یونگ‌دئوک»                 | کیم هیونگ سوک | پارک ران یونگ  | ۵ ژوئن ۲۰۱۱     | ۵٫۵٪   |
| بازیگران: لی جونگ هیوک، لی سه یونگ، جون سو مین. |                                          |               |                |                 |        |
| ۲ | «آن مرد آنجاست»                          | نو سانگ هون   | کون سه جین     | ۱۲ ژوئن ۲۰۱۱    | ۳٫۶٪   |
| بازیگران: کیم سانگ ایون، کیم یونگ هون، چوی دئوک مون، کیم کیونگ ایک، کیم جین سوک.                                                                        |                                          |               |                |                 |        |
| ۳ | «گریه مردان»                             | هان جون سئو   | جونگ هیون مین  | ۱۹ ژوئن ۲۰۱۱    | ۵٫۴٪   |
| بازیگران: سون هیون جو، جو می ریونگ، لی یونگ وو. |                                          |               |                |                 |        |
| ۴ | «کاهش وزن پرنسس هاپویونگ»                | سونگ هیون ووک | کیم ایون ریونگ | ۲۶ ژوئن ۲۰۱۱    | ۸٫۲٪   |
| بازیگران: یوجین، ریو سئونگ سو، چوی دائه چول، جو هه جین، لی وون جونگ.                                                                                    |                                          |               |                |                 |        |
| ۵ | «روز هفتم»                               | مون یونگ جین  | آن سو مین      | ۳ ژوئیه ۲۰۱۱    | ۴٫۶٪   |
| بازیگران: گو ایون می، کیم مین سانگ، کیم هه جین، کیم چون مان.                                                                                            |                                          |               |                |                 |        |
| ۶ | «صدای بوق»                               | شین هیون سو   | پارک سویونگ    | ۱۰ ژوئیه ۲۰۱۱   | ۳٫۹٪   |
| بازیگران: آن سوک هوان، سئو تائه هوآ، بان مین جونگ، لی جه گوان، کانگ پیل سوک.                                                                            |                                          |               |                |                 |        |
| ۷ | «زنی از جاده اول»                        | جین هیونگ ووک | جونگ هیون مین  | ۱۷ ژوئیه ۲۰۱۱   | ۵٫۱٪   |
| بازیگران: پارک جئونگ آه، دوکگو یونگ جائه، گو سه وون، کیم مین هی، لی بو هی.                                                                              |                                          |               |                |                 |        |
| ۸ | «تأخیر»                                  | کیم سانگ هی   | کیم سان دوک    | ۲۴ ژوئیه ۲۰۱۱   | ۵٫۵٪   |
| بازیگران: جانگ شین یونگ، لی چون‌هی، یانگ جین وو، هیون وو جونگ.                                                                                           |                                          |               |                |                 |        |
| ۹ | «کارخانه کوپید»                          | کیم هیونگ سوک | هو سانگ هه     | ۳۱ ژوئیه ۲۰۱۱   | ۳٫۵٪   |
| بازیگران: پارک سو جین، لی هی جون، کیم وو بین |                                          |               |                |                 |        |
| ۱۰ | «دختران باشگاه بیلیتیس»                  | هان جون سئو   | سون جی هائه    | ۷ اوت ۲۰۱۱      | ۵٫۰٪   |
| بازیگران: کیم هائه اوک، چوی رن، هان گو ایون، او سجونگ، جین سه یون، آن جی هیون، سون مین جی.                                                              |                                          |               |                |                 |        |
| ۱۱ | «جنایتکاران یکسان»                       | مو وان ایل    | لی دو یئول     | ۲۱ اوت ۲۰۱۱     | ۵٫۸٪   |
| بازیگران: لی جی هون، لی سانگ مین، لی هی جون، سئو هیون چول، شین دا ایون، بک وون گیل، سئو جی یون.                                                         |                                          |               |                |                 |        |
| ۱۲ | «روزهای خوش جوانی ما»                    | سونگ هیون ووک | هان هی جونگ    | ۲۸ اوت ۲۰۱۱     | ۳٫۸٪   |
| بازیگران: چوی سانگ وون، یو دا این، مون هیوک، بک سو ریون، کیونگ کیو وون، کیم هوان هی، جو سان هیونگ، پارک میونگ شین.                                      |                                          |               |                |                 |        |
| ۱۳ | «بستنی توت فرنگی»                        | جی بیونگ هیون | ها مو سو       | ۱۸ سپتامبر ۲۰۱۱ | ۴٫۵٪   |
| بازیگران: اوم هیون کیونگ، کیم یونگ هون، نا هیون جو. |                                          |               |                |                 |        |
| ۱۴ | «کازینو انسانی»                          | کیم سونگ یون  | هو سانگ یی     | ۲۵ سپتامبر ۲۰۱۱ | ۳٫۶٪   |
| بازیگران: لی جانگ وو، کیم جانگ تائه، کیم مین سئو، پارک جونگ مین، مون چون شیک، لی جونگ گو، بانگ جون هیون، کیم دونگ بوم، به سوزی (مهمان)، وویونگ (مهمان). |                                          |               |                |                 |        |
| ۱۵ | «حرکت کشنده»                             | کیم سانگ هوی  | آن هونگ ران    | ۲ اکتبر ۲۰۱۱    | ۴٫۳٪   |
| بازیگران: ایم وون هی، جانگ من شیک، شین دا ایون، کیم دو یول، آن سانگ هون.                                                                                |                                          |               |                |                 |        |
| ۱۶ | «ترمینال»                                | جئون وو سانگ  | جونگ یون جونگ  | ۹ اکتبر ۲۰۱۱    | ۵٫۰٪   |
| بازیگران: کیم سانگ او، لی یون جی، یانگ هی کیونگ، لی وون جونگ.                                                                                           |                                          |               |                |                 |        |
| ۱۷ | «فرشته نگهبان کیم یانگ گو»               | کیم جین وون   | جونگ هیون مین  | ۱۶ اکتبر ۲۰۱۱   | ۴٫۱٪   |
| بازیگران: لی پیل مو، سونگ‌ها یون، هوانگ یونگ هی، چوی دئوک مون، پارک جه وونگ، جانگ کانگ هی.                                                               |                                          |               |                |                 |        |
| ۱۸ | «کیم جی هون: متولد ۱۹۸۲»                 | سونگ هیون ووک | سئو یو سان     | ۲۳ اکتبر ۲۰۱۱   | ۴٫۱٪   |
| بازیگران: هو جونگ مین، چوی یون سو، کیم سونگ ووک، شین هه کیونگ، لی مون سو، تائه وونگ، هوانگ سونگ ایون.                                                   |                                          |               |                |                 |        |
| ۱۹ | «صدای نفس کشیدن همسرم»                   | شین هیون سو   | آن هونگ ران    | ۳۰ اکتبر ۲۰۱۱   | ۴٫۷٪   |
| بازیگران: چو یئون وو، چویی جا هیه، جئون یی سو، هوانگ دونگ جو.                                                                                           |                                          |               |                |                 |        |
| ۲۰ | «پشت صحنه اصلاحات شورای ورزشی سئوک یونگ» | جی بیونگ هیون | جونگ هیون مین  | ۶ نوامبر ۲۰۱۱   | ۳٫۵٪   |
| بازیگران: پارک وون سانگ، کیم مین سئو، لی هائه یونگ. |                                          |               |                |                 |        |
| ۲۱ | «دوئت»                                   | مو وان ایل    | کیم هه جین     | ۱۳ نوامبر ۲۰۱۱  | ۴٫۰٪   |
| بازیگران: جون سانگ هوان، شیم یی یونگ، جونگ این سئو، جو جه وان، یون جین هو، چوی جونگ ریول.                                                               |                                          |               |                |                 |        |
| ۲۲ | «ببخشید که دیر کردم»                     | کیم سونگ یون  | کیم بو یئون    | ۲۰ نوامبر ۲۰۱۱  | ۴٫۸٪   |
| بازیگران: یون جو سانگ، سانگ بویونگ سوک، جونگ سو یونگ.                                                                                                   |                                          |               |                |                 |        |
| ۲۳ | «همسرم ناپدید شده‌ام»                     | جئون وو سانگ  | هان سانگ وون   | ۲۷ نوامبر ۲۰۱۱  | ۵٫۹٪   |
| بازیگران: جو هی بونگ، لی سه ایون، پارک هی جین، کیم جون بائه، یانگ هان یئول، کیم جو یوپ.                                                                 |                                          |               |                |                 |        |

### فصل ۳ (۲۰۱۲)
| شم. | عنوان                        | کارگردان       | نویسنده                              | تاریخ پخش اصلی  | ریتینگ |
| --- | ---------------------------- | -------------- | ------------------------------------ | --------------- | ------ |
| ۱ | «گزارش اکولوژی تالاب‌ها»      | پارک هیون سوک  | هان سانگ وون                         | ۳ ژوئن ۲۰۱۲     | ۲٫۸٪   |
| بازیگران: سونگ جون، کیم چانگ هوان، جانگ یونگ کی، لی جائه وون، گو ایون آه، چوی تائه هوان، سون سان.                                                                                                |                              |                |                                      |                 |        |
| ۲ | «محل نگهداری نو سوک جا»      | جئون وو سانگ   | آن هونگ ران                          | ۱۷ ژوئن ۲۰۱۲    | ۴٫۰٪   |
| بازیگران: جو سونگ ها، اوه یون آه، جو هی بونگ، پارک هیو جون، سون هاک، کیم سئول جی. |                              |                |                                      |                 |        |
| ۳ | «دوباره حافظه»               | کیم یونگ گیون  | هوانگ مین آه                         | ۲۴ ژوئن ۲۰۱۲    | ۳٫۱٪   |
| بازیگران: چا سو یون، کیم تهون، کیم کیو چول، چوی مو این، لی می سو، نام دونگ جین، پارک هیون مین.                                                                                                   |                              |                |                                      |                 |        |
| ۴ | «من مثل پوشاک به نظر می‌رسم؟» | هوانگ این هیوک | آن هونگ ران                          | ۱ ژوئیه ۲۰۱۲    | ۳٫۷٪   |
| بازیگران: لی چون‌هی، پارک سانگ ووک، چوی یو هوا، شین سونگ هوان، پارک سان وو، گو این بوم. |                              |                |                                      |                 |        |
| ۵ | «دروازه عدم دوگانگی»         | لی وون وی      | کیم مین سوک                          | ۸ ژوئیه ۲۰۱۲    | ۳٫۹٪   |
| بازیگران: جئون یی سئو، جانگ یی کپ، سئو کپ سوک، کیم چول وونگ، اوه یونگ سو، لی یونگ ایون، کیم وو سوک.                                                                                              |                              |                |                                      |                 |        |
| ۶ | «نگران نباش من روحم»         | لی ایون جی     | هوانگ دا یون                         | ۱۵ ژوئیه ۲۰۱۲   | ۳٫۹٪   |
| بازیگران: بونگ ته گیو، پارک شین هه، لی ها یول، پارک سئو یئون. |                              |                |                                      |                 |        |
| ۷ | «آرایشگر قصاب»               | لی جونگ سوپ    | بک هه جونگ و کیم شین ته              | ۲۲ ژوئیه ۲۰۱۲   | ۴٫۰٪   |
| بازیگران: پارک سونگ وونگ، نام گیو ری، چوی سونگ کیونگ، جو دال هوان، لی چول مین، جو جه یون. |                              |                |                                      |                 |        |
| ۸ | «یک تصویر ثابت»              | کون کیو هونگ   | کیم سان هی                           | ۱۹ اوت ۲۰۱۲     | ۳٫۸٪   |
| بازیگران: نام گونگ مین، مون جونگ هی، شیم یی یونگ، پارک هیوک کون، نام میونگ ریول، پارک بوگوم، کیونگ سو جین.                                                                                       |                              |                |                                      |                 |        |
| ۹ | «وقتی که من زیباترین بودم»   | بک سانگ هون    | لی هیون جو                           | ۲۶ اوت ۲۰۱۲     | ۳٫۸٪   |
| بازیگران: جئون یی سئو، لی جونگ سوک، سونگ یونگ کیو، کیم سو یئون. |                              |                |                                      |                 |        |
| ۱۰ | «زندان شیشه‌ای»               | لی ایونگ بوک   | بک هه جونگ                           | ۲ سپتامبر ۲۰۱۲  | ۴٫۵٪   |
| بازیگران: ایم جونگ ایون، جین تائه هیون، بائه سئونگ وو، پارک جونگ سان، سون بیونگ ووک، سئو یی آن.                                                                                                  |                              |                |                                      |                 |        |
| ۱۱ | «غوطه بزرگ»                  | لی ایونگ بوک   | بک هه جونگ                           | ۹ سپتامبر ۲۰۱۲  | ۳٫۳٪   |
| بازیگران: جونگ وو، پارک هیو جو، کیم روی‌ها، جونگ مان شیک، کیم سو هیون، جو جه یون، لی جه وون، مین کیونگ جین.                                                                                       |                              |                |                                      |                 |        |
| ۱۲ | «هنر»                        | پارک هیون سوک  | هان سانگ وون                         | ۱۶ سپتامبر ۲۰۱۲ | ۱٫۷٪   |
| بازیگران: لی بو هی، پارک جون گیوم، اوم تائه گو، کیم یی وون، کیم جونگ سو، بک چان گی، کیم جی سوک، پارک جونگ هوان.                                                                                  |                              |                |                                      |                 |        |
| ۱۳ | «اولین عشق همسرم»            | جونگ گیل یونگ  | جو سو یونگ                           | ۲۳ سپتامبر ۲۰۱۲ | ۳٫۴٪   |
| بازیگران: پارک وون سانگ، کیم یی وون، کیم جونگ هون، کیم جی یونگ. |                              |                |                                      |                 |        |
| ۱۴ | «آیا تکواندو بلدی؟»          | کیم یونگ گیون  | یو بورا                              | ۷ اکتبر ۲۰۱۲    | ۳٫۲٪   |
| بازیگران: ایم جی کیو، نیل، هان یو ریوم، کیم هی وان، کیم سو یونگ، یون پارک، گی جو بونگ، لی چه ایون، چوی مین سو، لی دائه هون، یو جه سانگ، نام ته بو.                                               |                              |                |                                      |                 |        |
| ۱۵ | «یک گوشه»                    | کیم یونگ جین   | لی جو یئون                           | ۱۴ اکتبر ۲۰۱۲   | ۳٫۹٪   |
| بازیگران: کیم یونگ ریم، یئون جون سئوک، پارک هیون جونگ، یون یو سان. |                              |                |                                      |                 |        |
| ۱۶ | «مجرم از میان دوستان»        | نو سانگ هون    | کوان گی یونگ                         | ۲۱ اکتبر ۲۰۱۲   | ۴٫۳٪   |
| بازیگران: گو جانگ مین، شیم یی یونگ، شین دونگ می، مین جی آه، چوی دوک مون، کیم نول مه. |                              |                |                                      |                 |        |
| ۱۷ | «بابا میاد»                  | کیم میونگ ووک  | بک هه جونگ                           | ۲۸ اکتبر ۲۰۱۲   | ۴٫۶٪   |
| بازیگران: جو هی بونگ، شین سو می، کیم جین سو، بنگ جون سئو، کیم هیون بوم، لی یون آه، هیون سوک، لی جونگ هو، لی می جی.                                                                               |                              |                |                                      |                 |        |
| ۱۸ | «یک قاشق مگس پرواز می‌کند»    | جئون سان       | یو بورا                              | ۴ نوامبر ۲۰۱۲   | ۳٫۹٪   |
| بازیگران: سونگ جونگ هو، کیم هه جونگ، کیم جانگ نان، اوه یونگ، جانگ ایون پیو، لی جو سئوک. |                              |                |                                      |                 |        |
| ۱۹ | «برگرد به خانه»              | لی وون ایک     | چوی سئو هیون                         | ۱۱ نوامبر ۲۰۱۲  | ۳٫۸٪   |
| بازیگران: وون کی جون، اوه این هائه، هیو یون جونگ، بانگ یونگ هیون، جو هی جونگ، کیم سه بیوک، کیم هو یونگ، جانگ کیونگ آه، لی بوم وو.                                                                |                              |                |                                      |                 |        |
| ۲۰ | «هیاهو»                      | مون یونگ جین   | کانگ جی هی                           | ۱۸ نوامبر ۲۰۱۲  | ۳٫۲٪   |
| بازیگران: آن نائه سانگ، چوی وو سوک، هو جائه هو، جین وون، یو جونگ گون، جونگ وون جونگ، یانگ سونگ گول، کیم چئون مان، یون سون هونگ، سونگ چان هو، کانگ گی سونگ، لی کی یونگ، پارک هی یون، سون ها جونگ. |                              |                |                                      |                 |        |
| ۲۱ | «مثل معجزه»                  | لی ایون جی     | سان یونگ                             | ۲ دسامبر ۲۰۱۲   | ۴٫۰٪   |
| بازیگران: نام سانگ می، لی چون‌هی، را کیونگ دئوک، لی ته وو، لی جو شیل، گو هه ریونگ، کیم گی چئون، کیم سونگ ووک.                                                                                     |                              |                |                                      |                 |        |
| ۲۲ | «در اردیبهشت ماه ملایم»      | بک سانگ هون    | هوانگ مین آه                         | ۹ دسامبر ۲۰۱۲   | ۴٫۳٪   |
| بازیگران: جو آن، کی تائه یونگ، گی جو بونگ، لی می دو، جو جه وان، یو سون چول، بانگ جونگ هیون، کیم گیوم آه، جئون یی سئو، جانگ دائه وونگ.                                                            |                              |                |                                      |                 |        |
| ۲۳ | «سانگ وون (منطقه تجاری)»     | کیم جین وو     | یو بورا                              | ۱۶ دسامبر ۲۰۱۲  | ۶٫۱٪   |
| بازیگران: لی مون شیک، چوی مو سانگ، جو جین مو، یو هیونگ گوان، جونگ مین سانگ، جو جین مو، کیم نام جین، کیم این سئو، چوی مو این، سئو جین وون.                                                        |                              |                |                                      |                 |        |
| ۲۴ | «عروسی دیگر»                 | چوی جی یونگ    | لی جه این، چوی جی یونگ و جئون چان هو | ۲۳ دسامبر ۲۰۱۲  | ۴٫۹٪   |
| بازیگران: هونگ سو هیون، جین یی هان، مینا فوجی، کیم سئول جی، کیم مین کیو، چوی هی. |                              |                |                                      |                 |        |

### فصل ۴ (۲۰۱۳)
| شم. | عنوان                         | کارگردان       | نویسنده        | تاریخ پخش اصلی | ریتینگ |
| --- | ----------------------------- | -------------- | -------------- | -------------- | ------ |
| ۱ | «خاطره‌ای در کیف پول قدیمی من» | لی جونگ سوپ    | چا سونگ دائه   | ۱۲ ژوئن ۲۰۱۳   | ۳٫۰٪   |
| بازیگران: ریو سو یونگ، نام بورا، یو این یونگ.                                                                                    |                               |                |                |                |        |
| ۲ | «دوستم هنوز زنده اس»          | لی ایونگ بوک   | گو جونگ وون    | ۱۹ ژوئن ۲۰۱۳   | ۳٫۱٪   |
| بازیگران: لی جی کوانگ، لی جو سونگ، جئون سو جین، کیم چانگ هوان، کیم یه ریونگ.                                                     |                               |                |                |                |        |
| ۳ | «بانداژ خانواده»              | کیم یونگ جین   | لی جو یئون     | ۲۶ ژوئن ۲۰۱۳   | ۲٫۹٪   |
| بازیگران: پارک سانگ میون، لی هائه این، یون یو سون، گری.                                                                          |                               |                |                |                |        |
| ۴ | «قهرمان محله»                 | لی دیوک گئون   | جونگ جی یون    | ۷ اوت ۲۰۱۳     | ۴٫۱٪   |
| بازیگران: کی ته یونگ، کیم مین جو، کیم یو هیون، کواک هی سونگ، لی یون‌ها، کیم دا هی، شین مین چول.                                   |                               |                |                |                |        |
| ۵ | «روز گل مبارک»                | کیم یونگ جو    | کیم مین جونگ   | ۱۴ اوت ۲۰۱۳    | ۳٫۶٪   |
| بازیگران: کیم دو هیون، سو یو جین، جونگ وونگ این، آن سو هی، جانگ دو یون، کیم می ریم.                                              |                               |                |                |                |        |
| ۶ | «زندگی مشترک عجیب»            | لی جونگ سوپ    | لی جی هیو      | ۲۱ اوت ۲۰۱۳    | ۳٫۳٪   |
| بازیگران: پارک سونگ وونگ، یو این یونگ، لی شی اون، چو سو یونگ، لی هوا، هوانگ یانگ هی، یون این جو، مون سه یون.                     |                               |                |                |                |        |
| ۷ | «جزیره مادر»                  | سونگ هیون ووک  | یو بیونگ وو    | ۲۸ اوت ۲۰۱۳    | ۳٫۸٪   |
| بازیگران: کیم یونگ ریم، نام سونگ جین، یو اوه سانگ، هونگ کیونگ این، جونگ جی آه، لی سانگ‌ها، لی این هائه، کیم جی یونگ.              |                               |                |                |                |        |
| ۸ | «تابستان یون وو»              | لی نا جونگ     | یو بورا        | ۴ سپتامبر ۲۰۱۳ | ۲٫۸٪   |
| بازیگران: هان یه ری، ایم سمی، هان جو وان، کیم هه اوک، هوانگ جونگ مین، جونگ سو یونگ، جونگ این گی، کیم یونگ اوک، پارک میونگ هون.   |                               |                |                |                |        |
| ۹ | «باران نارا»                  | آن جون یونگ    | لی آه رام      | ۲ اکتبر ۲۰۱۳   | ۳٫۴٪   |
| بازیگران: جونگ اون چه، یو مین کیو، چوی جه وونگ، یو سه هیونگ، بیون جون سوک.                                                       |                               |                |                |                |        |
| ۱۰ | «نوآر شما»                    | لی سو یون      | کیم ووک        | ۹ اکتبر ۲۰۱۳   | ۴٫۰٪   |
| بازیگران: هوانگ چان سونگ، چه جونگ آن، هونگ کیونگ این، کیم جونگ سو، مین سونگ ووک.                                                 |                               |                |                |                |        |
| ۱۱ | «تولد شاگال»                  | هان سانگ وو    | هونگ جونگ هی   | ۱۶ اکتبر ۲۰۱۳  | ۴٫۱٪   |
| بازیگران: یه جی وون، سونگ‌ها یون، چو یئون وو، لی یونگ یو، سونگ مین.                                                               |                               |                |                |                |        |
| ۱۲ | «شیطان سوار»                  | پارک هیون سئوک | چائه سونگ دائه | ۲۳ اکتبر ۲۰۱۳  | ۴٫۴٪   |
| بازیگران: یو اوه سانگ، لی دائه یئون، کیم یانگ جه، لی چه یونگ، آن جی هیون، جونگ سو یونگ، پارک سو یونگ، اوهم ته گو، وون وونگ جائه. |                               |                |                |                |        |
| ۱۳ | «بیا با من ستاره شو»          | هوانگ این هیوک | کیم مین جونگ   | ۳ نوامبر ۲۰۱۳  | ۳٫۴٪   |
| بازیگران: کیم جی سئوک، جونگ سو مین، لی بیونگ جون، یو سو یونگ، نام کیونگ مین، کیم دونگ هی.                                        |                               |                |                |                |        |
| ۱۴ | «ایون گوک و جوجه اردک زشت»    | شین هیون سو    | چوی ها نی      | ۱۰ نوامبر ۲۰۱۳ | ۲٫۸٪   |
| بازیگران: لی شی اون، هیون سونگ مین، مون هی کیونگ، پارک جون موک، اوه شین‌ها.                                                       |                               |                |                |                |        |
| ۱۵ | «مهمان ناخوشایند»             | نو سانگ هون    | لی یون می      | ۱۷ نوامبر ۲۰۱۳ | ۲٫۷٪   |
| بازیگران: کانگ شین ایل، پارک جو هیونگ، اوم هیون کیونگ، یو هیونگ گوان، هو سونگ تائه.                                              |                               |                |                |                |        |
| ۱۶ | «پدر من یک مدل برهنه است»     | کیم سونگ یون   | کیم بو یون     | ۲۴ نوامبر ۲۰۱۳ | ۳٫۶٪   |
| بازیگران: سونگ جی رو، بانگ یون هی، بائه نو ری، هان گرو، جو هی بونگ، پارک وو چون.                                                 |                               |                |                |                |        |
| ۱۷ | «خوشبختی طولانی»              | کیم جونگ یون   | جانگ میونگ وو  | ۱ دسامبر ۲۰۱۳  | ۴٫۰٪   |
| ۱۸ | «جین جین»                     | چا یونگ هون    | کیم جی وو      | ۸ دسامبر ۲۰۱۳  | ۲٫۸٪   |

### فصل ۵ (۲۰۱۴)
| شم. | عنوان                       | کارگردان       | نویسنده                   | تاریخ پخش اصلی  | ریتینگ |
| --- | --------------------------- | -------------- | ------------------------- | --------------- | ------ |
| ۱ | «ادویه کاری»                | هان سانگ وو    | هونگ جانگ هی              | ۲۶ ژانویه ۲۰۱۴  | ۳٫۹٪   |
| بازیگران: جون هه بین، هیون وو، اوه می هی، جونگ وون کیو، لی مائه ری، وو هیون، لی جو وو. |                             |                |                           |                 |        |
| ۲ | «نامه تولد»                 | کیم یونگ جو    | سئو یو سان                | ۲ فوریه ۲۰۱۴    | ۳٫۲٪   |
| بازیگران: کیم جی یونگ، گو یونگ بین، سئو یو جونگ، کیم گی یون، پارک جون میون، سئو هیون چول، کیم دو هیون، جونگ وای کاپ، اون شین وو.                                                                                        |                             |                |                           |                 |        |
| ۳ | «بازی کردن»                 | لی جونگ سوپ    | بو می کیونگ               | ۲۳ فوریه ۲۰۱۴   | ۵٫۱٪   |
| بازیگران: کیم سی، وو هی جین، شین سو یول، پارک جون هیوک. |                             |                |                           |                 |        |
| ۴ | «اوه مان بوک زیباست»        | هوانگ این هیوک | کیم می هی                 | ۲ مارس ۲۰۱۴     | ۲٫۶٪   |
| بازیگران: کیم هیانگ گی، پارک چول مین، را می ران، نا هائه ریونگ، شین دونگ وو، پارک ایسیا، لی گی چان، یون سون وو، رو جئونگ ایو، کیم هیون بین، کیم جی یون.                                                                 |                             |                |                           |                 |        |
| ۵ | «دیرگه خواننده»             | لی ایون جین    | هو جی یونگ                | ۹ مارس ۲۰۱۴     | ۳٫۸٪   |
| بازیگران: کیم یو جونگ، سئو جون یونگ، هوانگ می سون، ایم جی یون، یون دا گیونگ، آن جی هیون، آن بیونگ کیونگ، کیم جی آن، لی دو یون.                                                                                          |                             |                |                           |                 |        |
| ۶ | «بزودی من می‌میرم»           | نو سانگ هون    | یو سو هون                 | ۱۶ مارس ۲۰۱۴    | ۲٫۸٪   |
| بازیگران: اوه جونگ سه، کیم سئول جی، کیم جی هیون، جو هیون سیک، لی سو یون، چوی دیوک مون، یو هیونگ کوان، چوی دائه هون. |                             |                |                           |                 |        |
| ۷ | «چرا دارم ازدواج می‌کنم»     | کیم سانگ یون   | کیم ایون جی               | ۲۳ مارس ۲۰۱۴    | ۴٫۱٪   |
| بازیگران: پارک هی بن، سونگ جونگ هو، هونگ جونگ هیون، یون جو سانگ، سونگ بیونگ سوک، کیم جی وون. |                             |                |                           |                 |        |
| ۸ | «هیولا»                     | کیم جونگ یون   | پارک پیل جو               | ۳۰ مارس ۲۰۱۴    | ۴٫۱٪   |
| بازیگران: یون جون سئوک، کانگ سونگ مین، پارک بیونگ یون، کیم جونگ سو، کیم هی جین، شین مونگ سونگ. |                             |                |                           |                 |        |
| ۹ | «دانش آموز دبیرستان ای»     | بک سانگ هون    | کیم هیوک جونگ             | ۶ آوریل ۲۰۱۴    | ۲٫۹٪   |
| بازیگران: لی یول ایوم، کواک دونگ یون، لی هان نا، کیم بوم جون، جونگ جه یون، گو یون هو. |                             |                |                           |                 |        |
| ۱۰ | «آن نوع عشق»                | چا یونگ هون    | لی جو یون                 | ۱۳ آوریل ۲۰۱۴   | ۲٫۵٪   |
| بازیگران: بائه سو بین، لی یون جی، چوی مین چول، یونگ کیو سو. |                             |                |                           |                 |        |
| ۱۱ | «جوانان»                    | کیم جین وو     | یو بورا                   | ۱۵ مه ۲۰۱۴      | ۲٫۳٪   |
| بازیگران: سئو یانگ جو، کیم هئونگ سو، اوم تائه گو، لی جی اوه، چوی مین، چوی مو سونگ، پارک میونگ هون. |                             |                |                           |                 |        |
| ۱۲ | «پارکینگ غیرقانونی»         | پارک جین سوک   | لی مین یونگ               | ۱۸ مه ۲۰۱۴      | ۲٫۶٪   |
| بازیگران: آن جو وان، کیم سانگ هو، جانگ جون وو، جو جه یون، کیم سا کوون، ها جه سوک، کو کیو پیل، یو جه میونگ. |                             |                |                           |                 |        |
| ۱۳ | «خیال‌پرداز»                 | لی ایونگ بوک   | یو جونگ هی                | ۲۵ مه ۲۰۱۴      | ۲٫۸٪   |
| بازیگران: یانگ جین وو، یون سه-آه، می رام، لی سونگ جون. |                             |                |                           |                 |        |
| ۱۴ | «تاریکی سیاه و سفید»        | پارک جیهو      | کیم می جونگ               | ۱ ژوئن ۲۰۱۴     | ۲٫۳٪   |
| بازیگران: دنی آن، کواک جونگ ووک، کیم سون کیونگ، سونگ جی یو، جو سی نائه، کواک این جون، کانگ ایو سیک، یو سه هیونگ، جو مو سه، نام ته بو، لی یانگ یون، جونگ مین سونگ.                                                       |                             |                |                           |                 |        |
| ۱۵ | «اتاق بومی»                 | کیم سانگ هووی  | لی هانا                   | ۸ ژوئن ۲۰۱۴     | ۲٫۱٪   |
| بازیگران: آن سئو هیون، لی یونگ آه، شیم هیونگ تاک، پارک هه می، جونگ جون وون، جانگ دائه وونگ، سئو کانگ جون (مهمان)، گونگ میونگ (مهمان).                                                                                   |                             |                |                           |                 |        |
| ۱۶ | «پایان آن تابستان»          | کیم یونگ جین   | سو یون                    | ۱۴ سپتامبر ۲۰۱۴ | ۳٫۲٪   |
| بازیگران: جو یون سوک، جون جین سئو، لی کوانگ کی، لی گا هیون، پارک هیون جونگ. |                             |                |                           |                 |        |
| ۱۷ | «سه زن فراری»               | لی مین هونگ    | چوی هه چول                | ۲۱ سپتامبر ۲۰۱۴ | ۳٫۵٪   |
| بازیگران: سو یه جی، پارک هه می، جانگ هی جین، جو یونگ جین، چوی جون یونگ، لی هان وی، کیم جونگ هاک، هونگ سونگ جین، لی وو مین، لی هان جونگ.                                                                                 |                             |                |                           |                 |        |
| ۱۸ | «همه ما متفاوت گریه می‌کنیم» | لی ایونگ بوک   | لی کانگ                   | ۵ اکتبر ۲۰۱۴    | ۲٫۵٪   |
| بازیگران: کیم سو هیون، سون سونگ وون، کیم هی جونگ، ام هیو سوپ، جونگ این سئو. |                             |                |                           |                 |        |
| ۱۹ | «نگهبان مشکوک شماره ۷»      | لی مین جونگ    | چوی یونگ ووک              | ۱۲ اکتبر ۲۰۱۴   | ۲٫۴٪   |
| بازیگران: شین یی، کیم جونگ مین، لی بیونگ جون، شیم یون جین، کیم هو چانگ، سونگ چائه هان. |                             |                |                           |                 |        |
| ۲۰ | «داستان کرم کتاب»           | پارک جین سوک   | لی مین یونگ               | ۱۹ اکتبر ۲۰۱۴   | ۲٫۷٪   |
| بازیگران: هان جو وان، مین جی آه، جونگ یون وو، چوی دائه چول، آن نائه سانگ، لی دائه یون، ایم هو، گیل هه یون. |                             |                |                           |                 |        |
| ۲۱ | «عشق دافعه»                 | آن جون یونگ    | لی سونگ هیون و سئو یو سان | ۲۶ اکتبر ۲۰۱۴   | ۲٫۷٪   |
| بازیگران: جو دال هوان، گو جه یی، کیم یانگ هون، سونگ مین جی، پارک چول مین، سئو دونگ گپ، جونگ یانگ جی، کیم سون‌ها، اوه هی جونگ.                                                                                            |                             |                |                           |                 |        |
| ۲۲ | «معمای نهایی»               | کیم جونگ هیون  | لی جونگ سان               | ۲ نوامبر ۲۰۱۴   | ۲٫۹٪   |
| بازیگران: یون ته یونگ، جونگ جی یون، کیم مین سانگ، کیم مین جه، یئوم دونگ هون، لی آه هیون، چوی دائه چول، پارک هیوک مین.                                                                                                   |                             |                |                           |                 |        |
| ۲۳ | «دختری که عکس شد»           | یو جونگ سان    | لی کانگ                   | ۹ نوامبر ۲۰۱۴   | ۱٫۶٪   |
| بازیگران: چوی جونگ وون، جونگ این سان، لی جه کیون، جین کیونگ، جونگ این گی، لی سه ایون، گونگ یون چان. |                             |                |                           |                 |        |
| ۲۴ | «روح کینه‌توز»               | لی جه هون      | پارک جه بوم               | ۱۶ نوامبر ۲۰۱۴  | ۱٫۴٪   |
| بازیگران: آن جه مو، پارک اون هه، می رام، یانگ جون مو، کیم چانگ هوان، کیم جو هوان. |                             |                |                           |                 |        |
| ۲۵ | «دلیل مست شدن من»           | جئون وو سونگ   | هونگ یون آه               | ۲۳ نوامبر ۲۰۱۴  | ۱٫۸٪   |
| بازیگران: آن سوک هوان، اوه یانگ شیل، لی چو هی، کیم هیون جون، کیم جون بائه، کیم سانگ وون، لی جین کوان. |                             |                |                           |                 |        |
| ۲۶ | «من پدرم را معرفی می‌کنم»    | کیم یونگ کیون  | یو جونگ هی                | ۳۰ نوامبر ۲۰۱۴  | ۲٫۲٪   |
| بازیگران: سونگ‌ها یون، مون جی یون، کیم مین سونگ، گو وون. |                             |                |                           |                 |        |
| ۲۷ | «عروس در کفش‌های ورزشی»      | لی ایون جین    | یو جونگ هی                | ۷ دسامبر ۲۰۱۴   | ۲٫۲٪   |
| بازیگران: لی چونگ آه، کیم جین وو، لی یی کیونگ، شین بورا، یو سو یونگ، لی مین، کیم جه هونگ، پارک یونگ سئو، چوی جانگ وون، جانگ جی سان، گو یون سونگ، لی سئو جون، جین یونگ بوم، کیم سونگ هون، یو گون، کیم سا هی، هان جی سون. |                             |                |                           |                 |        |

### فصل ۶ (۲۰۱۵)
| شم. | عنوان                                        | کارگردان      | نویسنده                   | تاریخ پخش اصلی | ریتینگ                      |
| --- | -------------------------------------------- | ------------- | ------------------------- | -------------- | --------------------------- |
| ۱ | «بی حرکت بمان»                               | کیم جونگ یون  | سون سریم                  | ۱۳ مارس ۲۰۱۵   | ۳٫۷٪ (پارت ۱) ۱٫۸٪ (پارت ۲) |
| بازیگران: لی مون سیک، لی جو سونگ، چا بین، پارک گان ته، جو دوک هیون، گی جو بونگ، کیم مین سانگ، هو جون سئوک، پارک سون وو، لی چول مین، شین مون سونگ.                                                                 |                                              |               |                           |                |                             |
| ۲ | «باد به امید می‌وزد»                          | کیم جونگ سو   | هونگ سون موک              | ۲۰ مارس ۲۰۱۵   | ۵٫۲٪ (پارت ۱) ۴٫۱٪ (پارت ۲) |
| بازیگران: کیم یونگ چول، دفکون، چوی سونگ وون، لی وون جونگ، سئو هیون چول، لی یونگ هون، جونگ جین، لیم هیون سونگ، کیم گی چون، پارک گیل سو، لیم یون هو، لی گیو سئوپ.                                                   |                                              |               |                           |                |                             |
| ۳ | «روز مو»                                     | یو جونگ سان   | بک یون کیونگ              | ۲۷ مارس ۲۰۱۵   | ۳٫۶٪                        |
| بازیگران: چوی ته هوان، ها ایون سول، جانگ سونگ بوم، لی هان وی، یون یه هی، جی دائه هان، لی کان هی، کیم نئول می، کیم چو وول، جئون هیون ته، سون سان گون، لی یون سانگ، لی جین موک، پارک دائه گی، سونگ یانگ هاک.        |                                              |               |                           |                |                             |
| ۴ | «زن خنده دار»                                | کیم هیونگ سوک | لی جونگ مین               | ۳ آوریل ۲۰۱۵   | ۴٫۵٪ (پارت ۱) ۲٫۹٪ (پارت ۲) |
| بازیگران: مون جی این، کیم جی هون، لی دو یون، هونگ یون هوا، ایم دو یون، جونگ یون مین، سون سونگ یون، لی سانگ جون، لی آه رین.                                                                                        |                                              |               |                           |                |                             |
| ۵ | «روح چیکار میکنه؟»                           | چا یونگ هون   | سون سریم                  | ۳۱ ژوئیه ۲۰۱۵  | ۳٫۲٪                        |
| بازیگران: لی جون، چو سو هیانگ، اوه سانگ جین، لی یونگ نیو، یانگ جو آه، سو هی جونگ، ریو ته هو، لی یون سانگ، لی وون جونگ.                                                                                            |                                              |               |                           |                |                             |
| ۶ | «ماه زرشکی»                                  | به کیونگ سو   | یو یونگ سوک               | ۷ اوت ۲۰۱۵     | ۳٫۶٪                        |
| بازیگران: کیم دا میونگ، لی هانگ نا، پارک سودام، پارک هانا، کیم میونگ گون، جو می ریونگ، آن جی هیون، کیم جونگ هیون، نام هیون جو، جونگ دو گیوم، یون یی جون، کیم هیون بین.                                            |                                              |               |                           |                |                             |
| ۷ | «شوک زنده»                                   | کیم دونگ هی   | کیم می جونگ و کیم هیو جین | ۱۴ اوت ۲۰۱۵    | ۳٫۳٪                        |
| بازیگران: بائک سونگ هیون، کیم جی یونگ، یو مین جو، جینگ سه هیون، کیم جونگ سو، لی سونگ هیونگ، کیم ته هان، جونگ دو گیوم، هان سوک جون، هوانگ جین وو، لی یه جین، لی وون جین.                                           |                                              |               |                           |                |                             |
| ۸ | «در جستجوی آرجنتا»                           | کیم جونگ هیون | لیم مین ته                | ۲۱ اوت ۲۰۱۵    | ۱٫۳٪                        |
| بازیگران: لی سو کیونگ، کیم هی جونگ، هوانگ سه اون، لی جه یونگ، لی هیون گیوم، چوی وونگ، کیم مین سانگ، کیم مین جه، چوی یئون، اوه اون جونگ.                                                                           |                                              |               |                           |                |                             |
| ۹ | «تابستان برادران»                            | لی جونگ می    | جونگ جی یون               | ۲۸ اوت ۲۰۱۵    | ۲٫۹٪                        |
| بازیگران: چوی کوون سو، پارک ایسایا، یو اوه سانگ، آن می نا، جو جونگ چی، کیم سو یون، جونگ وون، لیم تائه هوان، بک سی اون، هو این یونگ، لی جه ووک، چوی سونگ کیونگ، کانگ دو.                                           |                                              |               |                           |                |                             |
| ۱۰ | «خانواده جعلی»                               | آن جون یونگ   | سون سریم                  | ۲۴ اکتبر ۲۰۱۵  | ۲٫۱٪                        |
| بازیگران: لی هانا، لی هاک جو، پارک جونگ هوان، گیل هه یون، کیم وون هه، جو دال هوان. |                                              |               |                           |                |                             |
| ۱۱ | «قطارها در ایستگاه نوریانگ‌جین متوقف نمی‌شوند» | لی جه هون     | کیم یانگ گی               | ۳۱ اکتبر ۲۰۱۵  | ۱٫۶٪                        |
| بازیگران: بونگ ته گیو، ها سونگ ری، کیم جونگ وون، هان سونگ شیک، جونگ جین گپ، سونگ بیونگ سوک، لی سانگ گو، دونگ هیون بائه، جئون هون تائه، جو بو جین، چا مین هی، کیم چانگ هوان، سو دونگ جین، جو مین هائه، کیم جی هون. |                                              |               |                           |                |                             |
| ۱۲ | «افسانه عجیب پری»                            | پارک جین سوک  | شین سوریم                 | ۷ نوامبر ۲۰۱۵  | ۲٫۳٪                        |
| بازیگران: کیم جونگ تائه، جونگ یون سوک، گیل جونگ وو، جونگ هی تائه، پارک مین سو، یو جون هونگ، جی سو وون، کانگ مون کیونگ، لی سانگ هوا، هان دونگ کیو، کیم یونگ جین، چوی هو جونگ، کیم مین سونگ، کیم جی وون.            |                                              |               |                           |                |                             |
| ۱۳ | «راز»                                        | جئون وو سانگ  | چا یون جو                 | ۱۴ نوامبر ۲۰۱۵ | ۲٫۶٪                        |
| بازیگران: سو یون آه، کیم جون بائه، هو جی وون، جو هی بونگ، لی ایک جون، بک سونگ چول، سان یونگ سون، یون بیونگ هی، کیم دو یونگ، لی یه رین، کیم سانگ ایل، چوی هیون جون، پارک یه چان.                                   |                                              |               |                           |                |                             |
| ۱۴ | «آویچی»                                      | کیم شین ایل   | یو جونگ هی                | ۲۱ نوامبر ۲۰۱۵ | ۳٫۷٪                        |
| بازیگران: شین ایون جونگ، کواک دونگ یون، کیم کیو چول، چوی جون یونگ، گو بو گیول، بان مین جونگ، هونگ جین گی. |                                              |               |                           |                |                             |
| ۱۵ | «مرد قراردادی»                               | لیم سجون      | لیم یه جین                | ۲۸ نوامبر ۲۰۱۵ | ۱٫۵٪                        |
| بازیگران: چوی میونگ گیل، اوه جونگ سه، اوه ایو شیک، پارک هه جین، چوی هونگ ایل، پارک جیا، لی هون جین، لی بون کیو، اوه هی جون، نام مون چول، گونگ هو سئوک، لی کانگ ووک، جئون هونگی.                                   |                                              |               |                           |                |                             |

### فصل ۷ (۲۰۱۶)
| شم. | عنوان                           | کارگردان      | نویسنده                  | تاریخ پخش اصلی  | ریتینگ |
| --- | ------------------------------- | ------------- | ------------------------ | --------------- | ------ |
| ۱ | «معلم سرخ»                      | یو جونگ سان   | کوون هه جی               | ۲۵ سپتامبر ۲۰۱۶ | ۲٫۴٪   |
| بازیگران: لی دونگ هووی، جونگ سو مین، لی چا ایون، جو یانگ جین، جئون سو جی، لی جه کیون، لی مین یانگ، پارک سه وان، لی یو جون، پارک هون، کیم مین سئوک، مین جی هونگ. |                                 |               |                          |                 |        |
| ۲ | «لاکی افسانه ای»                | کیم دونگ هوا  | لیم سویون                | ۲ اکتبر ۲۰۱۶    | ۳٫۱٪   |
| بازیگران: لی جی هون، کیم جین وو، سئو جی هون، چوی سونگ مین، هان جه سئوک، کیم جون پیو، سون دونگ هوا، جونگ جی هوان، شیم جائه هو، مون یونگ ایل، لی سونگ دیوک، یو اوه سانگ (مهمان)، جون هیون مو (مهمان)، ریو دام (مهمان)، یو مین سانگ (مهمان). |                                 |               |                          |                 |        |
| ۳ | «رؤیای تابستان»                 | جو وونگ       | سون سرین                 | ۹ اکتبر ۲۰۱۶    | ۲٫۹٪   |
| بازیگران: کیم هی وان، کیم گا ایون، کیم بو مین، لی سئو هوان، یو جو وون، لی کانگ ووک، پارک هه جین، یانگ هیون مین، لی تا، ووک جو ری، ریو سونگ سو (مهمان)، کیم هیون سوک (مهمان). |                                 |               |                          |                 |        |
| ۴ | «خانه من مبارک»                 | چوی یون سوک   | چوی یون سوک              | ۱۶ اکتبر ۲۰۱۶   | ۳٫۳٪   |
| بازیگران: سون یو ایون، لی سانگ یوب، پارک هانا، کیم میونگ سو، لی ایل هوا، ایم جی کیو، سئو دونگ جین، سونگ یان آه (مهمان)، جونگ هی تائه (مهمان)، اوک تکیون (مهمان). |                                 |               |                          |                 |        |
| ۵ | «بیست هزار برنده به پیونگ یانگ» | کیم یونگ کیون | کیم سونگ وون             | ۲۳ اکتبر ۲۰۱۶   | ۲٫۲٪   |
| بازیگران: هان جو وان، کیم یونگ جه، می رام، سئو جین وون، سئو مین وو، کیم هیو جین، وو سانگ جئون، چوی جونگ ریول، لی یونگ نیو، چوی هیو سانگ، کوون هونگ سئوک، سئو کوانگ جه، لی می سوک، چوی گیو سیک، هو سونگ تائه، میونگ جه هوان، کانگ هی جونگ، کیم یونگ هوان، کیم کی هیون، لی نا یونگ، سئو این کوون. |                                 |               |                          |                 |        |
| ۶ | «بی گناهی آشکار»                | کیم دونگ هوا  | یو جونگ هی               | ۳۰ اکتبر ۲۰۱۶   | ۲٫۰٪   |
| بازیگران: لی جو سونگ، کانگ مینا، یون یو سون، مین سونگ ووک، جانگ یو سانگ، کیم وو هیوک، لی کانگ ووک، سونگ سام دونگ، شین دونگ هون، کیم یون جو، یون بو جین، کیم یی آن، جو سوجین، یون هی کیونگ، اوه هان گیول، پارک چول مین (مهمان)، یونگ یی رانگ (مهمان). |                                 |               |                          |                 |        |
| ۷ | «نودل فروشی زن»                 | کیم مین کیونگ | کیم جونگ جو              | ۶ نوامبر ۲۰۱۶   | ۲٫۱٪   |
| بازیگران: پارک بیونگ یون، جون هه بین، اوه دا هوان، شیم یی یانگ، لی جونگ اون، یو سون وونگ، لی یو جون، جونگ جی هو، کیم جه چول، هان ته ایل، یو بیونگ سون، کیم گیوریم، ما مین هی، کیم ته وو (مهمان). |                                 |               |                          |                 |        |
| ۸ | «خنده ممنوع»                    | آن جون یونگ   | جونگ چان می و گی سونگ ته | ۱۳ نوامبر ۲۰۱۶  | ۱٫۹٪   |
| بازیگران: جو دال هوان، ریو هوا یانگ، پارک چول مین، لی هاک جو، گو جی یون، ریو ته هو، کیم سون‌ها، لی گپ سون، لی یو جون، شین یو جو، اوه هی جون، پارک کیونگ هائه، کوون اوه کیونگ، نو کانگ مین، کیم هیون جونگ، چا جی وون، سانگ یانگ جائه (مهمان)، کیم وون هه (مهمان)، کیم چانگ هان (مهمان)، هوانگ بورا (مهمان)، لی کوانگ یونگ (مهمان)، کیم یون جی (مهمان)، لی سه را (مهمان)، جونگ هیون سئوک (مهمان)، لی سونگ هیون (مهمان). |                                 |               |                          |                 |        |
| ۹ | «رقصی از دور»                   | لیم سجون      | لی کانگ                  | ۲۰ نوامبر ۲۰۱۶  | ۱٫۳٪   |
| بازیگران: لی سانگ هی، کو کیو هوان، چا سو یون، جونگ یانگ گی، جانگ سئو کیونگ، وو جی هیون، لی جون یونگ، نام میونگ ریول، سون مین سئوک، کیم سونگ هون، لی یانگ سئوک، یون سون شیم، لی جه هی، کیم هیون، کانگ جین آه، چوی دا سئوک، لی دونگ یونگ، هوانگ وو سانگ، لی جه مون، لی با دا، شین چی یونگ. |                                 |               |                          |                 |        |
| ۱۰ | «دماغ پینوکیو»                  | لی جونگ می    | کیم سونگ وون             | ۲۷ نوامبر ۲۰۱۶  | ۲٫۸٪   |
| بازیگران: لی یوری، لی ها یول، پارک چان هان، می رام، کیم یه ریونگ، کیم دو یونگ، کوون هیوک، لی جه ووک، پارک گئون راک، هو این یونگ، هان سو جونگ، جانگ جون یونگ، کیم جونگ وو، جونگ هیون سئوک، لی هو یول، کیم هیونگ جون، لی هیون وونگ، پارک سو مین، کیم سا هون، کیم سانگ چول، کیم جی یونگ، لی گو ایون، کیم بو مین، لی گپ کیونگ، کینگ سونگ‌ها، هوانگ جونگ هو.                                                               |                                 |               |                          |                 |        |

### فصل ۸ (۲۰۱۷)
| شم. | عنوان                                    | کارگردان       | نویسنده      | تاریخ پخش اصلی  | ریتینگ |
| --- | ---------------------------------------- | -------------- | ------------ | --------------- | ------ |
| ۱ | «اگه تو یه دوران بودیم»                  | کانگ سویون     | لیم یی جین   | ۳ سپتامبر ۲۰۱۷  | ۴٫۱٪   |
| بازیگران: چه سو بین، جانگ دونگ یون، جونگ جین یونگ، لی جون هیوک، جونگ این گی، نام کی یه، اون سونگ گیون، کیم مین کیو، لی هیون جین، یون دا گایونگ، لی یون سانگ، سون کانگ کوک، یو جی هیون، لی شی وون، کیم یونا، هوانگ جون وو، کیم بو مین، لی شی هون.                                                             |                                          |                |              |                 |        |
| ۲ | «بگذارید ملاقات کنیم»                    | کانگ مین کیونگ | کیم ایون سون | ۱۰ سپتامبر ۲۰۱۷ | ۴٫۵٪   |
| بازیگران: سون هو جون، [جو بو آه]]، بک سو جانگ، جونگ یی رانگ، جو جائه ریونگ، چویی بیونگ مو، جئون به سو، چویی دا این، سونگ یونگ جه، کوون سوهیون، جو یون هو، هونگ هیون هی (مهمان). |                                          |                |              |                 |        |
| ۳ | «تو نزدیک تر از اون هستی که فکرشو می‌کنم» | چوی یون سئوک   | چوی می کیونگ | ۱۷ سپتامبر ۲۰۱۷ | ۲٫۵٪   |
| بازیگران: لی سانگ یوب، کیم سو یون، لیم هوا یونگ، کواک هی سونگ، دونگ‌ها، کیم یانگ هی، بانگ جی یونگ، کیم وون هه (مهمان)، نام گونگ مین (مهمان)، اوک تک یون (مهمان). |                                          |                |              |                 |        |
| ۴ | «رقص تک نفره والس»                       | هوانگ سونگ گی  | کوون هه جین  | ۲۴ سپتامبر ۲۰۱۷ | ۳٫۳٪   |
| بازیگران: مون گا یونگ، یو هو هیون، ها جی یون، جو این وو، مون هو جین، هیون جین سو، کیم میونگ سون، کیم هیو میونگ، چوی وو یونگ، هان ده کوان، اوه جی یون، لی دا هائه، شین یول یی، نام سئونگ وو، جانگ هائه مین، کیم جو یونگ، چوی نا مو، پارک هه جین، هان جه وونگ، لیم شی وو، جین جو یون، کیم جین جو، جی سئو آه.   |                                          |                |              |                 |        |
| ۵ | «آخرین هفتهٔ مادام جونگ»                  | کانگ مین کیونگ | کیم سه رانگ  | ۴ اکتبر ۲۰۱۷    | ۳٫۷٪   |
| بازیگران: را می ران، شین رین آه، پارک جونگ هاک، لی بونگ ریون، یون کیونگ هو، جو سوک تائه، چوی هی جین، وون هیون جون، به جونگ هوا، پارک سه وان، جو یونگ سان، سونگ هاریم، کیم دو هائه، کیم ها یو، سونگ یونگ جائه (مهمان).                                                                                        |                                          |                |              |                 |        |
| ۶ | «تاریخچه عشق کانگ دوک سون»               | هوانگ سونگ گی  | بک سویون     | ۵ اکتبر ۲۰۱۷    | ۲٫۹٪   |
| بازیگران: کیم سو هه، اوه سونگ یون، پارک سئو یون، پارک گیو یونگ، شیم یونگ ایون، کیم یو جین، بک هیون جو، هونگ سونگ دوک، سئو جین وون (مهمان)، هان گا ریم (مهمان). |                                          |                |              |                 |        |
| ۷ | «خانواده بد»                             | کیم مین کیونگ  | کوون هه جی   | ۱۵ اکتبر ۲۰۱۷   | ۳٫۶٪   |
| بازیگران: شین اون کیونگ، لی جون هیوک، هونگ سئو یانگ، سانگ جی هو، بک سو ریون، پارک سونگ هون، جانگ دونگ جو، کیم وانگ گیون، کیم سو مین، پارک یونگ سو، جونگ وی سون، جانگ جو یون، شین یون جونگ، چا میونگ ووک، گونگ مین جیونگ، جانگ کیوک سو، کیم جین مو، سئو وانگ سئوک، کیم یونگ جین، ووک جو ری، پارک مینا         |                                          |                |              |                 |        |
| ۸ | «دلیلی که ما نمیتونیم بخوابیم»           | کانگ سویون     | بک سویون     | ۲۲ اکتبر ۲۰۱۷   | ۴٫۰٪   |
| بازیگران: ایم جی کیو، ایم سه می، لی دائه یون، هوانگ یونگ هی، کیم گانگ هیون، ریو آه بل، کیم سه آه، کیم هیو سوک، کیم هی چانگ، کیم یو جونگ، جونگ جی هو، چا جونگ هو، لی سای رو می، جو جی سونگ. |                                          |                |              |                 |        |
| ۹ | «آهسته»                                  | لیم سجون       | کیم جو مان   | ۲۹ اکتبر ۲۰۱۷   | ۱٫۷٪   |
| بازیگران: کواک دونگ یون، جونگ سوجی، کی دو هون، نام ته بو، چوی کوانگ ایل، لی وون سئوپ، پارک جونگ هیون، گو گیل جو، هو گو یون (مهمان)، چو سونگ هوان (مهمان) |                                          |                |              |                 |        |
| ۱۰ | «عشق موی کوتاه»                          | جو وونگ        | لی جین سوک   | ۵ نوامبر ۲۰۱۷   | ۲٫۱٪   |
| بازیگران: کانگ یئون جونگ، کیم جونگ هیون، مین جین وونگ، لی جونگ اون، اوه نارا، لی سئو هوان، پارک گیو-یانگ، شین دوک هو، کیم می کیونگ، کیم بو جونگ، کیم جونگ دون، یو سون وونگ، لی کانگ ووک، لیم جائه گیون، لی کیو هی، اوه سونگ هی، جی سونگ گیون، کیم سونگ، جونگ هیون سوک، لی سان یونگ، گو دو یون، کانگ کی دونگ. |                                          |                |              |                 |        |

### فصل ۹ (۲۰۱۸)
| شم. | عنوان                           | کارگردان      | نویسنده      | تاریخ پخش اصلی  | ریتینگ |
| --- | ------------------------------- | ------------- | ------------ | --------------- | ------ |
| ۱ | «مرور خاطرات روزهای شرم آور من» | هوانگ سونگ گی | به سویونگ    | ۱۴ سپتامبر ۲۰۱۸ | ۲٫۲٪   |
| بازیگران: جون سو مین، پارک سونگ هون، اوه دونگ مین، سانگ جی این، سو سانگ وون، پارک سان هی، مین کیونگ اوک، چوی سول، لی دا هه، پارک وون سئوک، لی جه یونگ، جو چونگ هیون، کیم سان گون. |                                 |               |              |                 |        |
| ۲ | «فصل فراموش شده»                | کیم مین تائه  | کیم سانگ جون | ۲۱ سپتامبر ۲۰۱۸ | ۲٫۷٪   |
| بازیگران: کیم مو یول، گو بو گیول، جانگ جون وون، گو مین شی، جائه هو، لی جی‌ها، لی دائه یون، سونگ یونگ جه، جو این یونگ، جانگ ته مین، کیم جونگ هو، وون جونگ سان، اوه ایل یونگ، ایم یونگ سون، ایم جائه گون، شین سان هی، یو سئونگ ایل، شین نان ای، پارک هیون کیونگ، یو یئون می، لی جون هو، مون یونگ ایل، هوانگ میونگ هوان، یو کیونگ هون، ایم جی هیون، پارک جو وون، جائه هو، پارک هیون سوک (مهمان). |                                 |               |              |                 |        |
| ۳ | «تن ماهی و دلفین»               | سونگ مین یوپ  | لی جونگ ایون | ۲۸ سپتامبر ۲۰۱۸ | ۲٫۰٪   |
| بازیگران: پارک گیو یانگ، یون پارک، جونگ گان جو، کیم سوجین، لی سئونگ هون، هو دونگ وون، کیم می وو، سئو یوری، کانگ مین جو، لی چائه سو، پارک یونگ سو، جانگ ته مین، گو سه هی، سئو این سونگ، جو یه ریم، جانگ دونگ یون (مهمان). |                                 |               |              |                 |        |
| ۴ | «خیلی واضح برای عاشق شدن»       | یو یونگ ایون  | کیم گوم هی   | ۵ اکتبر ۲۰۱۸    | ۱٫۶٪   |
| بازیگران: چویی کانگ هی، گو جون، پارک سه وان، جئون سونگ وو، کیم جو هون، ایم سونگ می، یون سونگ وون، کیم کیونگ ایل، جئون بیونگ ووک، کیم دو بین، چویی یوجین، کیم یو جونگ، کیم دهوان، گیل هه یون (مهمان)، کیم مین سانگ (مهمان)، وو می هوا (مهمان)، لی یو جون (مهمان)، یونگ یانگ گی (مهمان)، لی جائه وون (مهمان)، لی وون کیون (مهمان).                                                             |                                 |               |              |                 |        |
| ۵ | «راز خانم کیم»                  | کیم شین ایل   | پارک سان هی  | ۱۲ اکتبر ۲۰۱۸   | ۲٫۶٪   |
| بازیگران: کیم دا سوم، کوون هیوک سو، لی گی جون، کیم جین وو، لی چائه یون، پارک چول مین، مون ته یو، هو دونگ وون. |                                 |               |              |                 |        |
| ۶ | «خداحافظی طولانی»               | سونگ مین یوپ  | کیم جو هی    | ۱۹ اکتبر ۲۰۱۸   | ۲٫۷٪   |
| بازیگران: جانگ هی جین، لیم جو هوان، جونگ ووک جین، جونگ جه سونگ، بک یون هائه، سونگ جین وو، یو این سو، ها مین، وو سونگ ایون، جوا چه وون، جونگ چی این. |                                 |               |              |                 |        |
| ۷ | «خیالباف»                       | یو یونگ ایون  | به سو یون    | ۲۶ اکتبر ۲۰۱۸   | ۱٫۱٪   |
| بازیگران: لی هاک جو، کیم سا بیوک، چویی یو هوا، کیم جو هون، چویی یو سونگ، لیم سونگ جه، سئو سونگ جونگ، کیم دهوان، کیم دونگ‌ها، کیم وون هه (مهمان). |                                 |               |              |                 |        |
| ۸ | «سومین ازدواج مادرم»            | کیم یونگ جین  | جانگ می هی   | ۲ نوامبر ۲۰۱۸   | ۳٫۸٪   |
| بازیگران: لی یول اوم، لی ایل هوا، کیم یونگ اوک، هان این سو، یون جون سوک، پارک یو هیون، کیم دونگ کیو، پارک هیون جونگ، لی وون بال، پارک سونگ جون، کیم مین، کیم ها نول، لیم هو، چا سو می، کیم یون سو، شین بی، لی سو جین، هوانگ یانگ یون، جئون وون جو (مهمان). |                                 |               |              |                 |        |
| ۹ | «تاریخ انقضای من و تو»          | کیم مین ته    | جانگ می هی   | ۹ نوامبر ۲۰۱۸   | ۲٫۱٪   |
| بازیگران: شین هیون سو، لی دا این، مین جین وونگ، لی جو یون، کیم یونگ ده. |                                 |               |              |                 |        |
| ۱۰ | «بسیار نزدیک، هرچند دور»        | هوانگ سونگ گی | به سویونگ    | ۱۶ نوامبر ۲۰۱۸  | ۱٫۳٪   |
| بازیگران: پارک یو نا، کیم مین سئوک، پارک هان سول، جونگ وون چانگ، وو گی هون، کیم سونگ پیل، جونگ وو ایل، مون گی یونگ، هان یونگ کیون، اوه سونگ هی. |                                 |               |              |                 |        |

### فصل ۱۰ (۲۰۱۹)
| شم. | عنوان                       | کارگردان     | نویسنده               | تاریخ پخش اصلی  | ریتینگ |
| --- | --------------------------- | ------------ | --------------------- | --------------- | ------ |
| ۱ | «هیچ جا خونه خود آدم نمیشه» | لی هیون سوک  | لی کانگ               | ۲۷ سپتامبر ۲۰۱۹ | ۱٫۲٪   |
| بازیگران: لی جو یونگ، کیم جین یوپ، هان جائه یی، یون یو سان، سئو هیون چول، لی جانگ یول، کیم نان هی، جانگ داکیونگ، بک هیون جو، کیم جائه چول، لی تا، پارک یون شیک، کیم شین هئون، وو سانگ ایون، لی هیون سئو، جانگ هو، جئون جین وو، شین یونگ جین، لی هان سئو، کیم جی آه، پارک یی چان، جیسو وون (مهمان)، چوی دائه چول (مهمان)، لی چانگ ووک (مهمان). |                             |              |                       |                 |        |
| ۲ | «رانده‌شدگان روستایی»        | نا سوجین     | کیم یی نا             | ۴ اکتبر ۲۰۱۹    | ۱٫۸٪   |
| بازیگران: کیم سو این، تائه هانگ هو، کیم گی چئون، ایم هیونگ جون، جین کیونگ. |                             |              |                       |                 |        |
| ۳ | «خرابی ماشین»               | لی هو        | یون جی هیونگ          | ۱۱ اکتبر ۲۰۱۹   | ۱٫۰٪   |
| بازیگران:لی تائه سون، کانگ کی دوونگ، جو هی بونگ، جانگ یول، یو سو بین، لی یون سون، مون جونگ گی، کیم هیون، کیم دو کیونگ، جی سونگ گیون، آن هی جو، چوی گا این، کیم هی جونگ، چوی سونگ هی، یون ته این، کیم می یون، سئو یی سو، اوه هان گیول، جئون به سو (مهمان)، جانگ وون جونگ (مهمان).                                                              |                             |              |                       |                 |        |
| ۴ | «همین‌طور زندگی کن»          | کیم شین ایل  | چویی جا وون           | ۱۸ اکتبر ۲۰۱۹   | ۲٫۱٪   |
| بازیگران: جانگ دونگ هوان، جو سئوک تائه، لی کان هی، کیم گی چئون. |                             |              |                       |                 |        |
| ۵ | «گزارش پیشاهنگی»            | سونگ مین یوپ | لی جو یونگ            | ۲۵ اکتبر ۲۰۱۹   | ۱٫۴٪   |
| بازیگران: چوی وون-یانگ، لی دو هیون، یو جی یون، کیم جی هون، لی هیون کیون، جئون گوک هیانگ، لی هوانگ هووی. |                             |              |                       |                 |        |
| ۶ | «خداحافظ بی۱»               | کیم مین تائه | جو آرا و کیم مین تائه | ۱ نوامبر ۲۰۱۹   | ۱٫۰٪   |
| بازیگران: کیم گا یون، جانگ جون وون، یونگ یی سئو، لی یئون، لی جی‌ها، لی دائه یون، چو ریون. |                             |              |                       |                 |        |
| ۷ | «اجتماعی شدن - درک رقص»     | یو یونگ ایون | لی کانگ               | ۸ نوامبر ۲۰۱۹   | ۱٫۱٪   |
| بازیگران: شین دو هیون، آن سونگ کیون، کیم دو وان، به یون کیونگ، آن گیل کانگ، بک جی وون، مین دو هی، کیم سان یونگ، بک سو هی. |                             |              |                       |                 |        |
| ۸ | «تمیز و لهستانی»            | نا سوجین     | به سویونگ             | ۱۵ نوامبر ۲۰۱۹  | ۱٫۵٪   |
| بازیگران: پارک ایون سئوک، نا هه می، کانگ جی هیون، ایم جی کیو، بیونگ هون. |                             |              |                       |                 |        |
| ۹ | «حس شوک الکتریکی»           | لی هو        | کیم سونگ وون          | ۲۲ نوامبر ۲۰۱۹  | ۱٫۱٪   |
| بازیگران: جو مین کیونگ، جانگ این سوب، یون جیان، اوه ریونگ، زد. هیرا، دو سانگ وو. |                             |              |                       |                 |        |
| ۱۰ | «پنهان»                     | لی هیون سئوک | یون جین هیونگ         | ۲۹ نوامبر ۲۰۱۹  | ۱٫۲٪   |
| بازیگران: ریو هیون کیونگ، سئو دونگ هیون، اوه یون آه، یو جائه سانگ، یانگ دهیوک، چویی دائه هون. |                             |              |                       |                 |        |

### فصل ۱۱ (۲۰۲۰)
| شم. | عنوان                    | کارگردان      | نویسنده         | تاریخ پخش اصلی | ریتینگ |
| --- | ------------------------ | ------------- | --------------- | -------------- | ------ |
| ۱ | «دختر مدرن»              | هونگ ایون می  | نا می جین       | ۷ نوامبر ۲۰۲۰  | ۳٫۱٪   |
| بازیگران: جین جی هی، کیم سی یون، یون جی اون، اوه سونگ هون، سانگ جی اون، پارک جی وون، گی یون سو، کیم هیون کیون، لی سو یونگ، لی کانگ مین، اوه جون مین، ما هیون جی، کیم میونگ سو (مهمان)، ابم وون هی (مهمان).                        |                          |               |                 |                |        |
| ۲ | «شکاف»                   | یو کوانگ مو   | یئو میونگ جه    | ۱۴ نوامبر ۲۰۲۰ | ۲٫۳٪   |
| بازیگران: یون سه آه، جی سونگ هیون، کیم هیونگ موک، کیم کیونگ مین، یون بو جین، بیون هو جین، کیم سو کیونگ، اون یانگ می، لی جی یون، کیم بیونگ کی (مهمان).                                                                             |                          |               |                 |                |        |
| ۳ | «معلم من»                | نا سوجی       | کانگ هان        | ۱۹ نوامبر ۲۰۲۰ | ۱٫۵٪   |
| بازیگران: کیم دائه گون، مون یو کانگ، وو دا وی، لی یئون، اوه ایل یونگ، پارک یون یونگ، هان سانگ جین (مهمان)، کیم جه هوا (مهمان)، ریو ته هو (مهمان).                                                                                 |                          |               |                 |                |        |
| ۴ | «لذت و اندوه از کار»     | چوی سانگ یئول | چوی جا وون      | ۲۱ نوامبر ۲۰۲۰ | ۱٫۸٪   |
| بازیگران: گو ون هی، کانگ مال گیوم، اوه مین سوک، سونگ جین وو، کیم یانگ، کیم بو جونگ، کیم یون سو، چا دونگ‌ها، سون جین هو، کیم یانگ جون، شین هه ری، کیم جو یونگ، یون سونگ سون، جو سونگ جین، ریو جین (مهمان).                          |                          |               |                 |                |        |
| ۵ | «دلایل اعتراف نکردن»     | هونگ ایون می  | یون کیونگ آه    | ۲۶ نوامبر ۲۰۲۰ | ۰٫۸٪   |
| بازیگران: شین هیون سو، گو مین شی، هوانگ هی، کانگ سئونگ هیون، کیم یو هان، یو سو بین، مین جون هیون، اوه جون هو، گو یو ریم، لی جه هی، شین کیونگ ریم، گو این بوم (مهمان)، یون بوک این (مهمان).                                        |                          |               |                 |                |        |
| ۶ | «لیلاک من»               | پارک گی هیون  | پارک کوانگ یئون | ۲۸ نوامبر ۲۰۲۰ | ۲٫۱٪   |
| بازیگران: لی هان وی، جونگ یو مین، سئول جونگ هوان، کیم کیو چول، یو مین سانگ، ها جه سوک، هونگ جی یون، کیم دوک هیون، سون یونگ سان، شیم سو یون، کیم جین سئو، لی سان یونگ، کیم سانگ چول، کیم دونگ گئون (مهمان)، کیم سئونگ ووک (مهمان). |                          |               |                 |                |        |
| ۷ | «یک گردش کوتاه»          | یو کوان مو    | یئون میونگ جه   | ۳ دسامبر ۲۰۲۰  | ۲٫۲٪   |
| بازیگران: سون سوک، جونگ وونگ این، جونگ جی سوپ، کیم سوهی، پارک سومین، سانگ نوجین، کیم یونگ هی، لی چه کیونگ، اوه ایل یونگ، کیم می جی، کیم جو آه، لی یونگ جو، جئون ایون می، سون سول.                                                 |                          |               |                 |                |        |
| ۸ | «در حالی که تو دور هستی» | چوی سانگ یئول | پارک کوانگ یئون | ۱۰ دسامبر ۲۰۲۰ | ۱٫۸٪   |
| بازیگران: کیم بو را، دونگ‌ها، هوانگ بو را، کونگ یو ریم، شین یون جونگ، کیم مین سونگ، کانگ چون سونگ، مین گو کیونگ، پارک یانگ سو، گو بون وونگ، لی یونگ جون، جانگ یانگ هیون، کیم سانگ چول، کانگ سو بین، لی یون کانگ، کیم مین جونگ.     |                          |               |                 |                |        |
| ۹ | «ردپای عشق»              | یو یونگ ایون  | جونگ هیون       | ۱۷ دسامبر ۲۰۲۰ | ۱٫۴٪   |
| بازیگران: لی یو یانگ، لی سانگ یوب، هونگ این، پارک می هیون، لی سئو هوان، جونگ چائه یی، وون چون کیو، لی جونگ هیونگ، شیم سئونگ آه، کیم جو هون (مهمان).                                                                               |                          |               |                 |                |        |
| ۱۰ | «یک شب»                  | لی هو         | لیم جی ایون     | ۲۴ دسامبر ۲۰۲۰ | ۱٫۷٪   |
| بازیگران: کیم سونگ چول، کیم می سو، جانگ سونگ بیوم، جو هی بونگ، کانگ هیونگ سئوک، پارک کانگ سئوپ، شیم جه هیون، یانگ تائک هو، کیم سه جون، کیم هیونگ میونگ، کیم مین هی، نا سئو کیونگ، گو بون جین، لی سون یونگ، بک هیون جو (مهمان).    |                          |               |                 |                |        |

### فصل ۱۲ (۲۰۲۱)
| شم.                                                                         | عنوان                                                      | کارگردان     | نویسنده                    | تاریخ پخش اصلی | ریتینگ    |
| --------------------------------------------------------------------------- | ---------------------------------------------------------- | ------------ | -------------------------- | -------------- | --------- |
| ۱                                                                           | «دختر من» (کره‌ای: 희수)                                    | چوی سانگ یول | یوم جه یی                  | ۲۲ اکتبر ۲۰۲۱  | ۱٫۲٪      |
| بازیگران: جون سو مین، پارک سونگ هون، کیم یون سول، کیم کانگ هیون و پارک هانا |                                                            |              |                            |                |           |
| ۲                                                                           | «اف۲۰» (کره‌ای: 에프이공)                                   | هونگ اون می  | چه چه                      | Put on hold    | اعلان‌نشده |
| بازیگران: جانگ یونگ نام، کیم جونگ یونگ، کیم کانگ مین                        |                                                            |              |                            |                |           |
| ۳                                                                           | «چرت زدن در بیابان» (کره‌ای: 통증의 풍경)                   | هونگ اون می  | کوان هیوک جین، سونگ سول کی | ۵ نوامبر ۲۰۲۱  | ۱٫۲٪      |
| بازیگران: آن نه سانگ، گیل هه یون، بک جی وون، لی شین کی                      |                                                            |              |                            |                |           |
| ۴                                                                           | «سایرن» (کره‌ای: 사이렌)                                    | آن جون یونگ  | گو وو جین                  | ۱۲ نوامبر ۲۰۲۱ | ۱٫۲٪      |
| بازیگران: چوی جین هیوک، پارک سونگ یون، جو دال هوان و کو جا سونگ             |                                                            |              |                            |                |           |
| ۵                                                                           | «یک لحظه عاشقانه» (کره‌ای: 딱밤 한 대가 이별에 미치는 영향) | کو سونگ جون  | کیم می کیونگ               | ۱۹ نوامبر ۲۰۲۱ | ۱٫۳٪      |
| بازیگران: کانگ ته اوه، شین یه اون، هونگ کیونگ، ها یون کیونگ                 |                                                            |              |                            |                |           |
| ۶                                                                           | «Be;twin» (کره‌ای: 비트윈)                                  | چوی یون سو   | یوم جی                     | ۲۶ نوامبر ۲۰۲۱ | ۰٫۷٪      |
| بازیگران: سونگ یو بین و هونگ سو جو                                          |                                                            |              |                            |                |           |
| ۷                                                                           | «The Palace» (کره‌ای: 그녀들)                               | لی وونگ هی   | کانگ هان                   | ۳ دسامبر ۲۰۲۱  | ۱٫۶٪      |
| بازیگران: کیم سه رون، جونگ دا اون، لی چه کیونگ و سو اون یونگ                |                                                            |              |                            |                |           |
| ۸                                                                           | «تاوان» (کره‌ای: 셋)                                        | کو سونگ جون  | لی نام هی                  | ۱۰ دسامبر ۲۰۲۱ | ۱٫۰٪      |
| بازیگران: سو جو یون، جونگ یی سو و جو این                                    |                                                            |              |                            |                |           |
| ۹                                                                           | «Oddinary» (کره‌ای: 보통의 재화)                            | چوی یون سو   | کیم سونگ جون               | ۱۷ دسامبر ۲۰۲۱ | ۰٫۷٪      |
| بازیگران: کواک سون یونگ، چوی ده هون و کیم نا یون                            |                                                            |              |                            |                |           |
| ۱۰                                                                          | «ابیس» (کره‌ای: 기억의 해각)                                | لی وونگ هی   | پارک جه یون                | ۲۴ دسامبر ۲۰۲۱ | ۱٫۳٪      |
| بازیگران: مون گیون یانگ، جو هان سون و کانگ سانگ جون                         |                                                            |              |                            |                |           |

### فصل ۱۳ (۲۰۲۲)
| شم.                                                              | عنوان                                               | کارگردان     | نویسنده     | تاریخ پخش اصلی | ریتینگ |
| ---------------------------------------------------------------- | --------------------------------------------------- | ------------ | ----------- | -------------- | ------ |
| ۱                                                                | «لکه» (کره‌ای: 얼룩)                                 | لی مین سو    | یو یو جه    | ۱۶ نوامبر ۲۰۲۲ | ۲٫۶٪   |
| بازیگران: ان، بیون سو یون و لی شی وو                             |                                                     |              |             |                |        |
| ۲                                                                | «در حال حاضر آفلاین» (کره‌ای: 방종)                  | چوی جونگ اون | وی جه هوا   | ۱۷ نوامبر ۲۰۲۲ | 1.1%   |
| بازیگران: کیم کی هه، سون سانگ کیونگ، پارک جونگ پیو و کیم سانگ وو |                                                     |              |             |                |        |
| ۳                                                                | «هندسه» (کره‌ای: 프리즘)                             | لی ده کیونگ  | وی جه هوا   | ۱ دسامبر ۲۰۲۲  | ۰٫۸٪   |
| بازیگران: هونگ سو هی، کیم مین چول، کیم سون بین، پیو یونگ سو      |                                                     |              |             |                |        |
| ۴                                                                | «Like Otters» (کره‌ای: 열아홉 해달들)                | کیم سو جین   | کو وون جین  | ۷ دسامبر ۲۰۲۲  | ۱٫۳٪   |
| بازیگران: شین اون سو، کیم جه وون، لی چان هیونگ                   |                                                     |              |             |                |        |
| ۵                                                                | «غریبه» (کره‌ای: 낯선 계절에 만나)                   | لی مین سو    | یو یو جه    | ۸ دسامبر ۲۰۲۲  | ۱٫۴٪   |
| بازیگران: هان جی اون، کیم گون وو                                 |                                                     |              |             |                |        |
| ۶                                                                | «فصل لباس زیر» (کره‌ای: 팬티의 계절)                 | چوی جونگ اون | لی جی وو    | ۱۴ دسامبر ۲۰۲۲ | ۱٫۲٪   |
| بازیگران: کانگ سونگ یون، چوی جه سوپ، کانگ سونگ هون و وو مین گیو  |                                                     |              |             |                |        |
| ۷                                                                | «In My Ashtanga Class» (کره‌ای: 아쉬탕가를 아시나요) | لی ده کیونگ  | جی یوم      | ۱۵ دسامبر ۲۰۲۲ | ۱٫۷٪   |
| بازیگران: به یون کیونگ، جو جونگ هیوک                             |                                                     |              |             |                |        |
| ۸                                                                | «سکوت بره‌ها» (کره‌ای: 양들의 침묵)                   | کیم سو جین   | کانگ کانگ   | ۲۱ دسامبر ۲۰۲۲ | ۱٫۵٪   |
| بازیگران: کیم سه بیوک، جون هه وون                                |                                                     |              |             |                |        |
| ۹                                                                | «شیطان در دریاچه» (کره‌ای: 귀못)                     | تاک سه وونگ  | تاک سه وونگ | ۲۲ دسامبر ۲۰۲۲ | ۱٫۳٪   |
| بازیگران: پارک هانا، هو جین، جونگ یونگ جو                        |                                                     |              |             |                |        |
| ۱۰                                                               | «توزیع کنندگان» (کره‌ای: 유포자들)                   | هونگ سوک گو  | جونگ وو چول | ۲۸ دسامبر ۲۰۲۲ | ۱٫۵٪   |
| بازیگران: پارک سونگ هون، کیم سو اون                              |                                                     |              |             |                |        |

### فصل ۱۴ (۲۰۲۳)
| شم.                                                      | عنوان                                                                | کارگردان      | نویسنده                  | تاریخ پخش اصلی | ریتینگ |
| -------------------------------------------------------- | -------------------------------------------------------------------- | ------------- | ------------------------ | -------------- | ------ |
| ۱                                                        | «No Path Back» (کره‌ای: 극야)                                         | جانگ مین سوک  | چوی جا وون               | ۱۴ اکتبر ۲۰۲۳  | ۰٫۶٪   |
| بازیگران: لی جه وون، چوی سونگ وون و کیم کانگ هیون        |                                                                      |               |                          |                |        |
| ۲                                                        | «نیمه دروغ» (کره‌ای: 반쪽짜리 거짓말)                                 | هیون کیونگ    | یون ته وو                | ۲۱ اکتبر ۲۰۲۳  | ۱٫۱٪   |
| بازیگران: کیم وون هه، مین جی آه، آن سه بین و پارک جی آه  |                                                                      |               |                          |                |        |
| ۳                                                        | «Shoot For Love» (کره‌ای: 도현의 고백)                                | سو یونگ سو    | چو ایل یون               | ۲۸ اکتبر ۲۰۲۳  | ۱٫۳٪   |
| بازیگران: شین سو یول، لی یون و بارو                      |                                                                      |               |                          |                |        |
| ۴                                                        | «هر کسی در هر کجا» (کره‌ای: 우리들이 있었다)                          | هام یونگ گول  | یون ته وو                | ۴ نوامبر ۲۰۲۳  | ۰٫۹٪   |
| بازیگران: لی مین جه، کیم هیون سو و کانگ نا اون           |                                                                      |               |                          |                |        |
| ۵                                                        | «روزهای سگی تابستان» (کره‌ای: 폭염주의보)                             | جانگ مین سوک  | چوی یی کیونگ             | ۱۱ نوامبر ۲۰۲۳ | ۰٫۷٪   |
| بازیگران: مون وو جین، پارک سو کیونگ                      |                                                                      |               |                          |                |        |
| ۶                                                        | «The True Love of Madam» (کره‌ای: 마님은 왜 마당쇠에게 고기를 주었나) | هام یونگ گول  | وی جه هوا                | ۱۸ نوامبر ۲۰۲۳ | ۱٫۶٪   |
| بازیگران: پارک ها سون، کیم جو هون                        |                                                                      |               |                          |                |        |
| ۷                                                        | «حمله عشقی» (کره‌ای: 고백공격)                                        | لی هیون کیونگ | چوی یی کیونگ             | ۲۵ نوامبر ۲۰۲۳ | ۰٫۷٪   |
| بازیگران: کیم دو هون، چه وون بین                         |                                                                      |               |                          |                |        |
| ۸                                                        | «Overlap Knife, Knife» (کره‌ای: 오버랩 나이프, 나이프)                | سو یونگ سو    | کوان اوه جو              | ۲ دسامبر ۲۰۲۳  | ۰٫۶٪   |
| بازیگران: کیم دونگ هی، جو آه رام، شیم یی یونگ، جو سوک ته |                                                                      |               |                          |                |        |
| ۹                                                        | «پشت سایه‌ها» (کره‌ای: 그림자 고백)                                    | لی ده کیونگ   | پارک اون سو              | ۹ دسامبر ۲۰۲۳  | ۱٫۲٪   |
| بازیگران: رن، پارک سانگ نام، هونگ سونگ هی، هام اون جونگ  |                                                                      |               |                          |                |        |
| ۱۰                                                       | «سرآشپزهای چوسان» (کره‌ای: 수운잡방)                                  | چوی یون یو    | جو سو یونگ، کیم ایک هیون | ۱۶ دسامبر ۲۰۲۳ | ۱٪     |
| بازیگران: کیم کانگ مین، یون سان ها، بک سونگ هیون         |                                                                      |               |                          |                |        |

## جوایز و نامزدی‌ها

### جوایز درامای کی‌بی‌اس
| سال  | عنوان جایزه                                         | اثر نامزد شده                              | گیرنده           | نتیجه    |
| ---- | --------------------------------------------------- | ------------------------------------------ | ---------------- | -------- |
| ۲۰۱۰ | بهترین بازیگر نقش اول مرد در یک درام / ویژه / کوتاه | آبنبات قرمز                                | لی جه ریونگ      | نامزدشده |
| ۲۰۱۰ | بهترین بازیگر نقش اول مرد در یک درام / ویژه / کوتاه | رابطه کمی خطرناک ما                        | لی سون کیون      | برنده    |
| ۲۰۱۰ | بهترین بازیگر نقش اول مرد در یک درام / ویژه / کوتاه | سریال‌های ویژه درام راک راک راک             | نو مین وو        | نامزدشده |
| ۲۰۱۰ | بهترین بازیگر نقش اول مرد در یک درام / ویژه / کوتاه | جاسوس معامله‌گر روزگار اخیر کیم چول سو      | اوه مان سوک      | نامزدشده |
| ۲۰۱۰ | بهترین بازیگر نقش اول مرد در یک درام / ویژه / کوتاه | موفقیت تگزاس                               | سون هیون جو      | برنده    |
| ۲۰۱۰ | بهترین بازیگر نقش اول زن در یک درام / ویژه / کوتاه  | پیانیست                                    | هان جی هی        | نامزدشده |
| ۲۰۱۰ | بهترین بازیگر نقش اول زن در یک درام / ویژه / کوتاه  | رابطه کمی خطرناک ما                        | هوانگ وو سئول‌های | نامزدشده |
| ۲۰۱۰ | بهترین بازیگر نقش اول زن در یک درام / ویژه / کوتاه  | گای چون بین بزرگ                           | جیونگ یو می      | برنده    |
| ۲۰۱۰ | بهترین بازیگر نقش اول زن در یک درام / ویژه / کوتاه  | آبنبات قرمز                                | پارک سی یئون     | نامزدشده |
| ۲۰۱۰ | بهترین بازیگر زن جوان                               | آخرین فلشمن                                | پارک یو سان      | نامزدشده |
| ۲۰۱۱ | بهترین بازیگر نقش اول مرد در یک درام / ویژه / کوتاه | سریال‌های ویژه درام برای پسرم               | چوی سو جونگ      | برنده    |
| ۲۰۱۱ | بهترین بازیگر نقش اول مرد در یک درام / ویژه / کوتاه | عبور از پل یونگ دو                         | جونگ جین یونگ    | نامزدشده |
| ۲۰۱۱ | بهترین بازیگر نقش اول مرد در یک درام / ویژه / کوتاه | سریال ویژه درام جاسوس کامل                 | لی هی جون        | برنده    |
| ۲۰۱۱ | بهترین بازیگر نقش اول مرد در یک درام / ویژه / کوتاه | تیم کشتی زنان یونگ دئوک                    | لی جونگ هیوک     | نامزدشده |
| ۲۰۱۱ | بهترین بازیگر نقش اول مرد در یک درام / ویژه / کوتاه | سریال ویژه درام جاسوس کامل                 | سون هیو جون      | نامزدشده |
| ۲۰۱۱ | بهترین بازیگر نقش اول زن در یک درام / ویژه / کوتاه  | سریال‌های ویژه درام نمایش زلف               | بائک جین هی      | نامزدشده |
| ۲۰۱۱ | بهترین بازیگر نقش اول زن در یک درام / ویژه / کوتاه  | کاهش وزن پرنسس هاپویونگ                    | یوجین            | برنده    |
| ۲۰۱۱ | بهترین بازیگر نقش اول زن در یک درام / ویژه / کوتاه  | رویای ۴۰۰ ساله                             | هان ایون جونگ    | برنده    |
| ۲۰۱۱ | بهترین بازیگر نقش اول زن در یک درام / ویژه / کوتاه  | سریال‌های ویژه درام برای پسرم               | هوانگ سو جونگ    | نامزدشده |
| ۲۰۱۱ | بهترین بازیگر نقش اول زن در یک درام / ویژه / کوتاه  | سریال ویژه درام جاسوس کامل                 | یو این یونگ      | نامزدشده |
| ۲۰۱۲ | بهترین بازیگر نقش اول مرد در یک درام / ویژه / کوتاه | نگران نباش من روحم                         | بونگ ته گیو      | نامزدشده |
| ۲۰۱۲ | بهترین بازیگر نقش اول مرد در یک درام / ویژه / کوتاه | آیا تکواندو بلدی؟                          | ایم جی کیو       | نامزدشده |
| ۲۰۱۲ | بهترین بازیگر نقش اول مرد در یک درام / ویژه / کوتاه | یک تصویر ثابت                              | نام گونگ مین     | نامزدشده |
| ۲۰۱۲ | بهترین بازیگر نقش اول مرد در یک درام / ویژه / کوتاه | گزارش اکولوژی تالاب‌ها                      | سونگ جون         | برنده    |
| ۲۰۱۲ | بهترین بازیگر نقش اول مرد در یک درام / ویژه / کوتاه | سریال‌های ویژه درام عشق معمولی              | یئون وو جین      | برنده    |
| ۲۰۱۲ | بهترین بازیگر نقش اول مرد در یک درام / ویژه / کوتاه | پرونده گمشده عضو شورای ملی جونگ چی سونگ    | یو اوه سانگ      | نامزدشده |
| ۲۰۱۲ | بهترین بازیگر نقش اول زن در یک درام / ویژه / کوتاه  | وقتی که من زیباترین بودم                   | جون یی سو        | نامزدشده |
| ۲۰۱۲ | بهترین بازیگر نقش اول زن در یک درام / ویژه / کوتاه  | یک گوشه                                    | کیم یونگ ریم     | نامزدشده |
| ۲۰۱۲ | بهترین بازیگر نقش اول زن در یک درام / ویژه / کوتاه  | یک تصویر ثابت                              | مون جونگ هی      | نامزدشده |
| ۲۰۱۲ | بهترین بازیگر نقش اول زن در یک درام / ویژه / کوتاه  | نگران نباش من روحم                         | پارک شین هه      | برنده    |
| ۲۰۱۲ | بهترین بازیگر نقش اول زن در یک درام / ویژه / کوتاه  | مجرم از میان دوستان                        | شیم یی یونگ      | نامزدشده |
| ۲۰۱۲ | بهترین بازیگر نقش اول زن در یک درام / ویژه / کوتاه  | سریال‌های ویژه درام عشق معمولی              | یو دا این        | برنده    |
| ۲۰۱۲ | بهترین بازیگر مرد جوان                              | دروازه عدم دوگانگی                         | کیم وو سئوک      | نامزدشده |
| ۲۰۱۲ | بهترین بازیگر مرد جوان                              | یک گوشه                                    | یون جون سئوک     | نامزدشده |
| ۲۰۱۲ | بهترین بازیگر زن جوان                               | دختر کارآگاه پارک هه سول                   | نام جی هیون      | برنده    |
| ۲۰۱۲ | بهترین بازیگر زن جوان                               | SOS: مدرسه ما را نجات دهید                 | سئو شینا         | نامزدشده |
| ۲۰۱۳ | بهترین بازیگر نقش اول مرد در یک درام / ویژه / کوتاه | تابستان یون وو                             | هان جو وان       | نامزدشده |
| ۲۰۱۳ | بهترین بازیگر نقش اول مرد در یک درام / ویژه / کوتاه | خوشحال! روز گل سرخ                         | جونگ وونگ این    | نامزدشده |
| ۲۰۱۳ | بهترین بازیگر نقش اول مرد در یک درام / ویژه / کوتاه | خاطره‌ای در کیف پول قدیمی من                | ریو سو یونگ      | نامزدشده |
| ۲۰۱۳ | بهترین بازیگر نقش اول مرد در یک درام / ویژه / کوتاه | سریال ویژه درام سیریوس                     | سئو جون یونگ     | نامزدشده |
| ۲۰۱۳ | بهترین بازیگر نقش اول مرد در یک درام / ویژه / کوتاه | سوار شیطان و جزیره مادر                    | یو اوه سانگ      | برنده    |
| ۲۰۱۳ | بهترین بازیگر نقش اول زن در یک درام / ویژه / کوتاه  | تابستان یون وو                             | هان یه ری        | برنده    |
| ۲۰۱۳ | بهترین بازیگر نقش اول زن در یک درام / ویژه / کوتاه  | شیطان سوار                                 | لی چائه یونگ     | نامزدشده |
| ۲۰۱۳ | بهترین بازیگر نقش اول زن در یک درام / ویژه / کوتاه  | خوشبختی طولانی                             | ریو هیون کیونگ   | نامزدشده |
| ۲۰۱۳ | بهترین بازیگر نقش اول زن در یک درام / ویژه / کوتاه  | سریال‌های ویژه درام روز ایده‌آل آنها         | سونگ سئون می     | نامزدشده |
| ۲۰۱۳ | بهترین بازیگر نقش اول زن در یک درام / ویژه / کوتاه  | تولد شاگال                                 | یی جی وون        | نامزدشده |
| ۲۰۱۳ | بهترین بازیگر مرد جوان                              | تابستان یون وو                             | هان جو وان       | برنده    |
| ۲۰۱۳ | بهترین بازیگر زن جوان                               | خاطره‌ای در کیف پول قدیمی من                | نام بورا         | نامزدشده |
| ۲۰۱۴ | بهترین بازیگر نقش اول مرد در یک درام / ویژه / کوتاه | روح کینه‌توز                                | آن جه مو         | نامزدشده |
| ۲۰۱۴ | بهترین بازیگر نقش اول مرد در یک درام / ویژه / کوتاه | داستان کرم کتاب                            | هان جو وان       | نامزدشده |
| ۲۰۱۴ | بهترین بازیگر نقش اول مرد در یک درام / ویژه / کوتاه | عشق تنفرآور                                | جو دال هوان      | برنده    |
| ۲۰۱۴ | بهترین بازیگر نقش اول مرد در یک درام / ویژه / کوتاه | بزودی من می‌میرم                            | اوه جونگ سه      | نامزدشده |
| ۲۰۱۴ | بهترین بازیگر نقش اول مرد در یک درام / ویژه / کوتاه | آواز خوان                                  | سئو جون یونگ     | نامزدشده |
| ۲۰۱۴ | بهترین بازیگر نقش اول مرد در یک درام / ویژه / کوتاه | هیولا                                      | یئون جون سئوک    | نامزدشده |
| ۲۰۱۴ | بهترین بازیگر نقش اول زن در یک درام / ویژه / کوتاه  | همه ما متفاوت گریه می‌کنیم                  | کیم سو هیون      | برنده    |
| ۲۰۱۴ | بهترین بازیگر نقش اول زن در یک درام / ویژه / کوتاه  | آواز خوان                                  | کیم یو جونگ      | نامزدشده |
| ۲۰۱۴ | بهترین بازیگر نقش اول زن در یک درام / ویژه / کوتاه  | دانش آموز رتبه یک                          | لی یئول ایوم     | نامزدشده |
| ۲۰۱۴ | بهترین بازیگر نقش اول زن در یک درام / ویژه / کوتاه  | روح کینه‌توز                                | پارک اون هه      | نامزدشده |
| ۲۰۱۴ | بهترین بازیگر نقش اول زن در یک درام / ویژه / کوتاه  | بازی کردن                                  | وو هی جین        | نامزدشده |
| ۲۰۱۴ | بهترین بازیگر نقش فرعی زن                           | دختری که عکس شد                            | جین کیونگ        | نامزدشده |
| ۲۰۱۴ | بهترین بازیگر زن تازه‌کار                            | بزودی من می‌میرم                            | کیم سئول جی      | برنده    |
| ۲۰۱۴ | بهترین بازیگر زن تازه‌کار                            | بازی کردن                                  | شین سو یول       | نامزدشده |
| ۲۰۱۴ | بهترین بازیگر مرد جوان                              | دانش آموز رتبه یک                          | کواک دونگ یئون   | برنده    |
| ۲۰۱۴ | بهترین بازیگر زن جوان                               | اتاق بومی                                  | آن سئو هیون      | برنده    |
| ۲۰۱۵ | بهترین بازیگر نقش اول مرد در یک درام / ویژه / کوتاه | قطارها در ایستگاه نوریانگ‌جین متوقف نمی‌شوند | بونگ ته گیو      | برنده    |
| ۲۰۱۵ | بهترین بازیگر نقش اول مرد در یک درام / ویژه / کوتاه | ماه سرخ                                    | کیم دا میونگ     | نامزدشده |
| ۲۰۱۵ | بهترین بازیگر نقش اول مرد در یک درام / ویژه / کوتاه | باد به امید می‌وزد                          | کیم یونگ چئول    | نامزدشده |
| ۲۰۱۵ | بهترین بازیگر نقش اول مرد در یک درام / ویژه / کوتاه | روح چیکار میکنه؟                           | لی جون           | نامزدشده |
| ۲۰۱۵ | بهترین بازیگر نقش اول مرد در یک درام / ویژه / کوتاه | تابستان برادران                            | یو اوه سانگ      | نامزدشده |
| ۲۰۱۵ | بهترین بازیگر نقش اول زن در یک درام / ویژه / کوتاه  | روح چیکار میکنه؟                           | چو سو هیانگ      | نامزدشده |
| ۲۰۱۵ | بهترین بازیگر نقش اول زن در یک درام / ویژه / کوتاه  | مرد قراردادی                               | چویی میونگ گیل   | نامزدشده |
| ۲۰۱۵ | بهترین بازیگر نقش اول زن در یک درام / ویژه / کوتاه  | جاده برفی                                  | کیم یونگ اوک     | برنده    |
| ۲۰۱۵ | بهترین بازیگر نقش اول زن در یک درام / ویژه / کوتاه  | خانواده جعلی                               | لی هانا          | برنده    |
| ۲۰۱۵ | بهترین بازیگر نقش اول زن در یک درام / ویژه / کوتاه  | زن خنده دار                                | مون جی این       | نامزدشده |
| ۲۰۱۶ | بهترین بازیگر نقش اول مرد در یک درام / ویژه / کوتاه | بیست هزار برنده به پیونگ یانگ              | هان جو وان       | نامزدشده |
| ۲۰۱۶ | بهترین بازیگر نقش اول مرد در یک درام / ویژه / کوتاه | معلم سرخ                                   | لی دونگ هوی      | برنده    |
| ۲۰۱۶ | بهترین بازیگر نقش اول مرد در یک درام / ویژه / کوتاه | شاتل افسانه ای                             | لی جی هون        | نامزدشده |
| ۲۰۱۶ | بهترین بازیگر نقش اول مرد در یک درام / ویژه / کوتاه | خانه دوست داشتنی من                        | لی سانگ یوب      | نامزدشده |
| ۲۰۱۶ | بهترین بازیگر نقش اول مرد در یک درام / ویژه / کوتاه | شاتل افسانه ای                             | سئو جی هون       | نامزدشده |
| ۲۰۱۶ | بهترین بازیگر نقش اول زن در یک درام / ویژه / کوتاه  | نودل فروشی زن                              | جون هه بین       | نامزدشده |
| ۲۰۱۶ | بهترین بازیگر نقش اول زن در یک درام / ویژه / کوتاه  | معلم سرخ                                   | جونگ سو مین      | نامزدشده |
| ۲۰۱۶ | بهترین بازیگر نقش اول زن در یک درام / ویژه / کوتاه  | خانه دوست داشتنی من                        | سون یو یئون      | نامزدشده |
| ۲۰۱۷ | بهترین بازیگر نقش اول مرد در یک درام / ویژه / کوتاه | دلیلی که ما نمیتونیم بخوابیم               | ایم جی کیو       | نامزدشده |
| ۲۰۱۷ | بهترین بازیگر نقش اول مرد در یک درام / ویژه / کوتاه | اگه تو یه دوران بودیم                      | جانگ دونگ یون    | نامزدشده |
| ۲۰۱۷ | بهترین بازیگر نقش اول مرد در یک درام / ویژه / کوتاه | آهسته                                      | کواک دونگ یون    | نامزدشده |
| ۲۰۱۷ | بهترین بازیگر نقش اول مرد در یک درام / ویژه / کوتاه | بگذارید ملاقات کنیم                        | سون هو جون       | نامزدشده |
| ۲۰۱۷ | بهترین بازیگر نقش اول مرد در یک درام / ویژه / کوتاه | رقص تک نفره والس                           | یو هو هیون       | برنده    |
| ۲۰۱۷ | بهترین بازیگر نقش اول زن در یک درام / ویژه / کوتاه  | اگه تو یه دوران بودیم                      | چه سو بین        | نامزدشده |
| ۲۰۱۷ | بهترین بازیگر نقش اول زن در یک درام / ویژه / کوتاه  | بگذارید ملاقات کنیم                        | جو بو آه         | نامزدشده |
| ۲۰۱۷ | بهترین بازیگر نقش اول زن در یک درام / ویژه / کوتاه  | تاریخچه عشق کانگ دوک سون                   | کیم سو هه        | نامزدشده |
| ۲۰۱۷ | بهترین بازیگر نقش اول زن در یک درام / ویژه / کوتاه  | رقص تک نفره والس                           | مون گا یونگ      | نامزدشده |
| ۲۰۱۷ | بهترین بازیگر نقش اول زن در یک درام / ویژه / کوتاه  | آخرین هفتهٔ مادام جونگ                      | را می ران        | برنده    |
| ۲۰۱۷ | بهترین بازیگر مرد تازه‌کار                           | عشق موی کوتاه                              | کیم جونگ هیون    | نامزدشده |
| ۲۰۱۷ | بهترین بازیگر نقش فرعی مرد                          | تو نزدیک تر از اون هستی که فکرشو می‌کنم     | دونگ‌ها           | نامزدشده |
| ۲۰۱۷ | بهترین بازیگر زن جوان                               | آخرین هفتهٔ مادام جونگ                      | شین رین آه       | نامزدشده |
| ۲۰۱۸ | بهترین بازیگر نقش اول مرد در یک درام / ویژه / کوتاه | فصل فراموش شده                             | کیم مو یول       | نامزدشده |
| ۲۰۱۸ | بهترین بازیگر نقش اول مرد در یک درام / ویژه / کوتاه | بررسی خاطرات روزهای شرم آور من             | پارک سونگ هون    | نامزدشده |
| ۲۰۱۸ | بهترین بازیگر نقش اول مرد در یک درام / ویژه / کوتاه | تن ماهی و دلفین                            | یون پارک         | برنده    |
| ۲۰۱۸ | بهترین بازیگر نقش اول زن در یک درام / ویژه / کوتاه  | خیلی واضح برای عاشق شدن                    | چوی کانگ هی      | نامزدشده |
| ۲۰۱۸ | بهترین بازیگر نقش اول زن در یک درام / ویژه / کوتاه  | بررسی خاطرات روزهای شرم آور من             | جون سو مین       | نامزدشده |
| ۲۰۱۸ | بهترین بازیگر نقش اول زن در یک درام / ویژه / کوتاه  | فصل فراموش شده                             | کو بو گیئول      | نامزدشده |
| ۲۰۱۸ | بهترین بازیگر نقش اول زن در یک درام / ویژه / کوتاه  | سومین ازدواج مادرم                         | لی ایل هوآ       | برنده    |
| ۲۰۱۸ | بهترین بازیگر نقش اول زن در یک درام / ویژه / کوتاه  | خیلی واضح برای عاشق شدن                    | پارک سه وان      | نامزدشده |
| ۲۰۱۹ | بهترین بازیگر نقش اول مرد در یک درام / ویژه / کوتاه | گزارش پیشاهنگی                             | چوی وون یانگ     | نامزدشده |
| ۲۰۱۹ | بهترین بازیگر نقش اول مرد در یک درام / ویژه / کوتاه | همین‌طور زندگی کن                           | جانگ دون هوان    | برنده    |
| ۲۰۱۹ | بهترین بازیگر نقش اول مرد در یک درام / ویژه / کوتاه | گزارش پیشاهنگی                             | لی دو هیون       | برنده    |
| ۲۰۱۹ | بهترین بازیگر نقش اول مرد در یک درام / ویژه / کوتاه | خرابی ماشین                                | لی تائه سان      | نامزدشده |
| ۲۰۱۹ | بهترین بازیگر نقش اول مرد در یک درام / ویژه / کوتاه | تمیز و لهستانی                             | پارک ایون سئوک   | نامزدشده |
| ۲۰۱۹ | بهترین بازیگر نقش اول مرد در یک درام / ویژه / کوتاه | رانده شدگان روستایی                        | تائه هانگ هو     | نامزدشده |
| ۲۰۱۹ | بهترین بازیگر نقش اول زن در یک درام / ویژه / کوتاه  | خداحافظ بی۱                                | کیم گایون        | نامزدشده |
| ۲۰۱۹ | بهترین بازیگر نقش اول زن در یک درام / ویژه / کوتاه  | خانه دوست داشتنی من                        | لی جو یونگ       | برنده    |
| ۲۰۱۹ | بهترین بازیگر نقش اول زن در یک درام / ویژه / کوتاه  | تمیز و لهستانی                             | نا هه می         | نامزدشده |
| ۲۰۱۹ | بهترین بازیگر نقش اول زن در یک درام / ویژه / کوتاه  | پنهان                                      | ریو هیون کیونگ   | نامزدشده |
| ۲۰۱۹ | بهترین بازیگر نقش اول زن در یک درام / ویژه / کوتاه  | اجتماعی شدن - درک رقص                      | شین دو هیون      | نامزدشده |
| ۲۰۱۹ | بهترین بازیگر مرد تازه‌کار                           | خداحافظ بی۱                                | جونگ جون وون     | نامزدشده |
| ۲۰۱۹ | بهترین بازیگر نقش فرعی مرد                          | تمیز و لهستانی                             | پارک ایون سئوک   | نامزدشده |
| ۲۰۱۹ | بهترین بازیگر نقش فرعی زن                           | خرابی ماشین                                | جئون به سو       | نامزدشده |
| ۲۰۱۹ | بهترین بازیگر زن جوان                               | اجتماعی شدن - درک رقص                      | کیم سان یونگ     | نامزدشده |
| ۲۰۲۰ | بهترین بازیگر نقش اول مرد در یک درام / ویژه / کوتاه | لیلاک من                                   | لی هان وی        | برنده    |
| ۲۰۲۰ | بهترین بازیگر نقش اول مرد در یک درام / ویژه / کوتاه | معلم من                                    | کیم دائه گون     | نامزدشده |
| ۲۰۲۰ | بهترین بازیگر نقش اول مرد در یک درام / ویژه / کوتاه | یک شب                                      | کیم سونگ چول     | نامزدشده |
| ۲۰۲۰ | بهترین بازیگر نقش اول مرد در یک درام / ویژه / کوتاه | لذت و اندوه از کار                         | اوه مین سوک      | نامزدشده |
| ۲۰۲۰ | بهترین بازیگر نقش اول مرد در یک درام / ویژه / کوتاه | ردپای عشق                                  | لی سانگ یوب      | نامزدشده |
| ۲۰۲۰ | بهترین بازیگر نقش اول زن در یک درام / ویژه / کوتاه  | ردپای عشق                                  | لی یو یانگ       | برنده    |
| ۲۰۲۰ | بهترین بازیگر نقش اول زن در یک درام / ویژه / کوتاه  | یک گردش کوتاه                              | سون سوک          | برنده    |
| ۲۰۲۰ | بهترین بازیگر نقش اول زن در یک درام / ویژه / کوتاه  | دلایل اعتراف نکردن                         | گو مین شی        | نامزدشده |
| ۲۰۲۰ | بهترین بازیگر نقش اول زن در یک درام / ویژه / کوتاه  | دختر مدرن                                  | جین جی هی        | نامزدشده |
| ۲۰۲۰ | بهترین بازیگر نقش اول زن در یک درام / ویژه / کوتاه  | لذت و اندوه از کار                         | گو ون هی         | نامزدشده |
| ۲۰۲۰ | بهترین بازیگر نقش اول زن در یک درام / ویژه / کوتاه  | شکاف                                       | یون سه آه        | نامزدشده |
| ۲۰۲۰ | بهترین بازیگر نقش فرعی مرد                          | ردپای عشق                                  | کیم جو هون       | نامزدشده |
| ۲۰۲۰ | بهترین بازیگر زن تازه‌کار                            | لذت و اندوه از کار                         | کانگ مال گیوم    | نامزدشده |